# Munderkingen

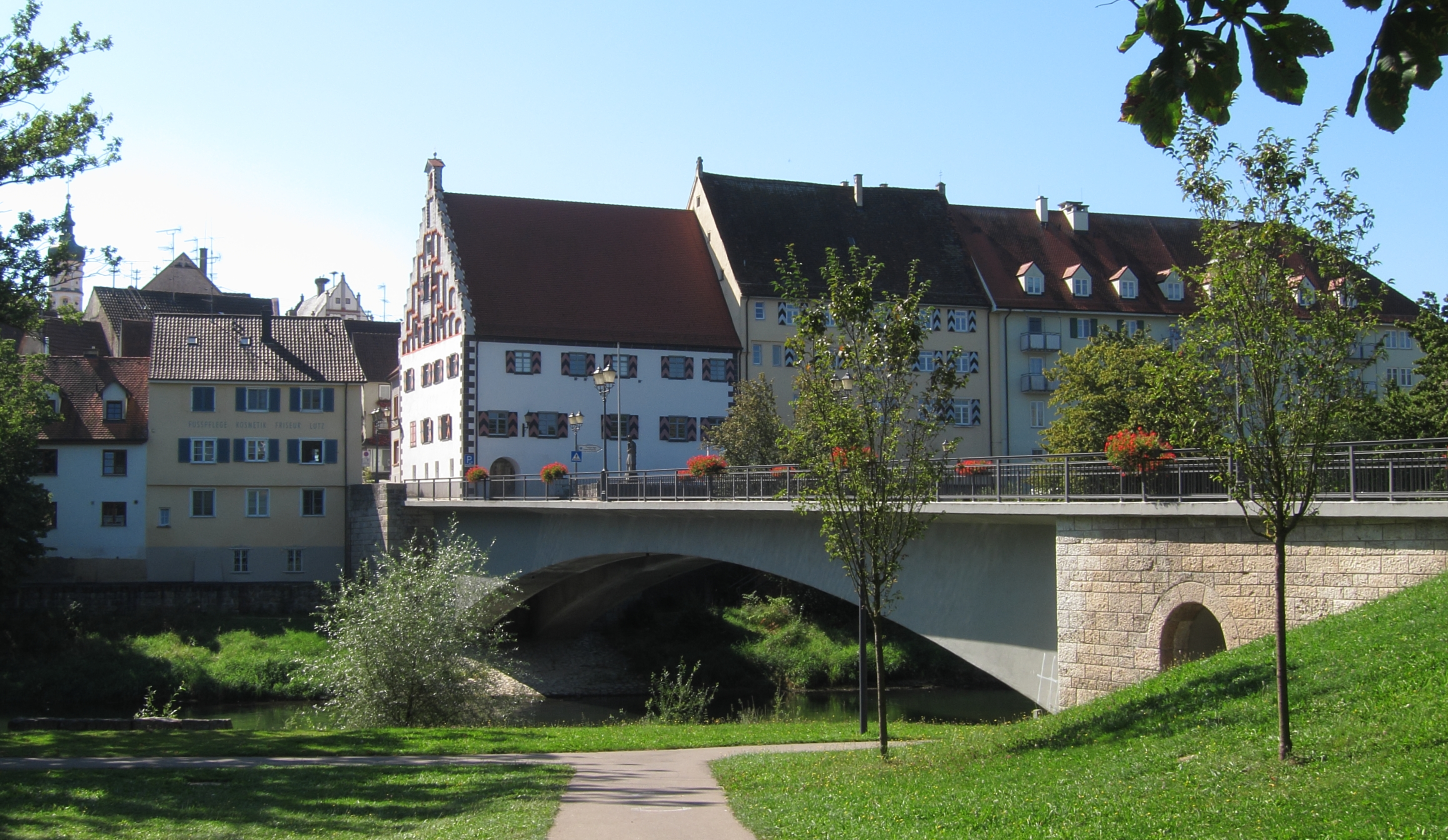
Ortsansicht von Munderkingen

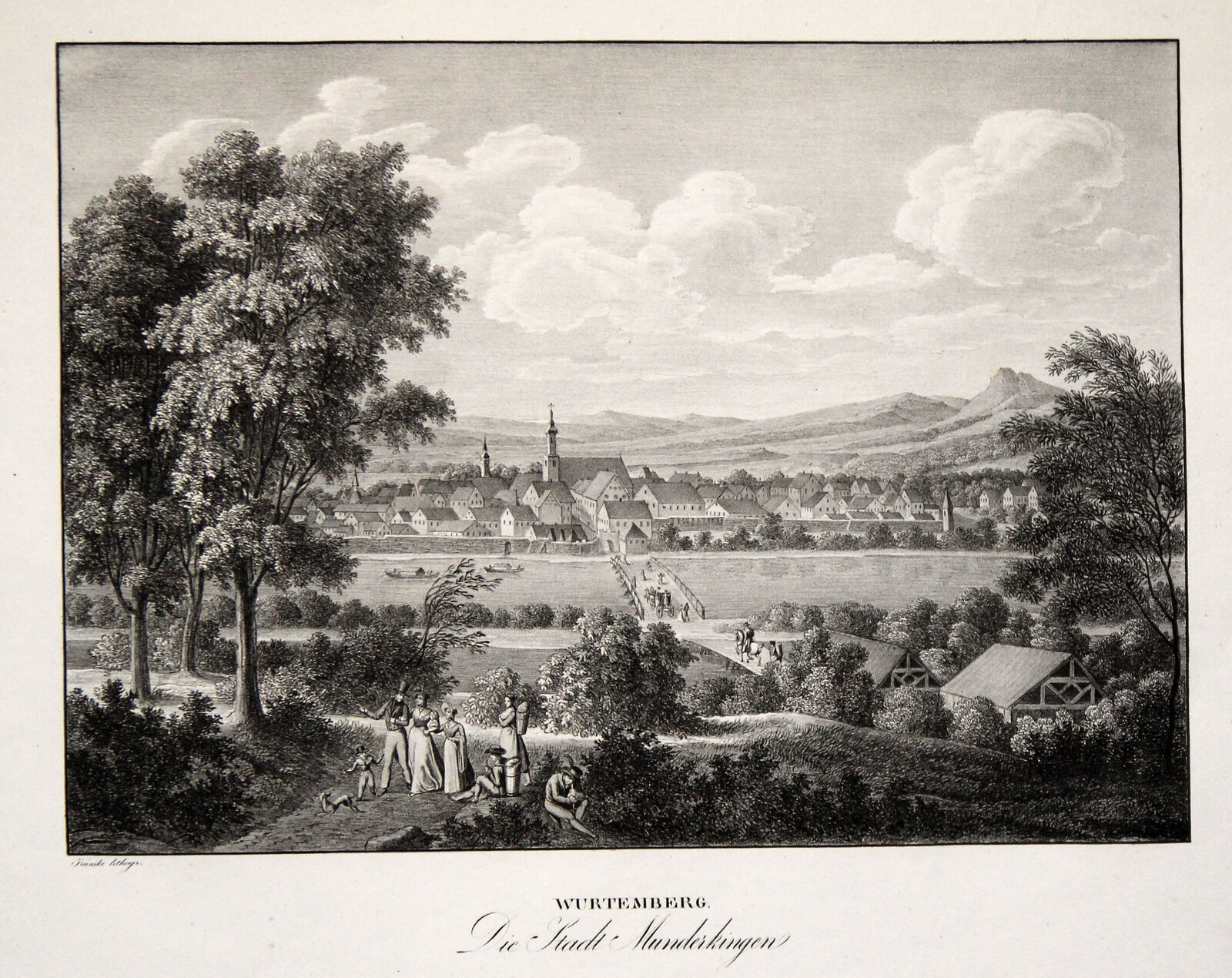
Ansichtskarte der Stadt von 1824

Munderkingen ist die kleinste Stadt im Alb-Donau-Kreis in Baden-Württemberg.

## Geographie
Der historische Stadtkern liegt in einer Schleife der Donau, etwa 33 Kilometer südwestlich von Ulm. Er hat sich zu beiden Seiten des Flusses ausgedehnt.

### Nachbargemeinden
Die Stadt grenzt im Norden an die Stadt Ehingen, im Osten an Rottenacker, im Süden an Unterstadion, Emerkingen und Hausen am Bussen sowie im Westen an Obermarchtal und Untermarchtal.

### Schutzgebiete
Munderkingen hat Anteil am Naturschutzgebiet Flusslandschaft Donauwiesen zwischen Zwiefaltendorf und Munderkingen. Die Waldgebiete Mochental und Lautertal-Wolfstal sind als Schonwälder ausgewiesen. Einige Landschaftsteile auf dem Stadtgebiet wurden als Landschaftsschutzgebiet Munderkingen ausgewiesen. Die Stadt hat überdies Anteile am FFH-Gebiet Donau zwischen Munderkingen und Riedlingen und am Vogelschutzgebiet Täler der Mittleren Flächenalb.

## Geschichte

### Frühgeschichte
Munderkingen ist zwar die kleinste Stadt im Alb-Donau-Kreis, sie dürfte aber mit der Nennung als Ort Muntaricheshuntare oder Munterichshuntare (792) und der Stadterhebung (1230) eine der ältesten Stadtgründungen des Alb-Donau-Kreises sein. Funde aus der Römerzeit weisen darauf hin, dass das Gebiet der heutigen Stadt Munderkingen schon in spätantiker Zeit besiedelt war. Von einer durchgehenden Besiedlung bis ins Frühmittelalter kann indes nicht ausgegangen werden, obwohl die Siedlung an einer wichtigen Donaufurt gelegen war, die den Zugang zum nahe gelegenen römischen Kastell in Emerkingen (3 km) erlaubte.
Der Name Munderkingen wird dabei erst im 13. Jahrhundert in den schriftlichen Quellen genannt. Hierbei wird vermutet, dass der Name aus dem altgermanischen Wort „Munt“ kommt, welches für Schutz steht. Dieses Wort kommt dabei in anderen Dörfern aus der Umgebung, wie Mundingen oder Mundeldingen ebenfalls vor. Die Endung -ingen werden dabei mit einem Namen eines Adligen verbunden, welche hierbei ihre Zugehörigkeit ausdrücken. Ebenfalls gibt es in Bayern mit Mintraching oder Mundraching Dörfer, welche einen ähnlichen Namen wie Munderkingen tragen. Dies hängt damit zusammen, dass sowohl das schwäbische, als auch das bayrische Herzogshaus eine zusammengehörende Sippe bildete.

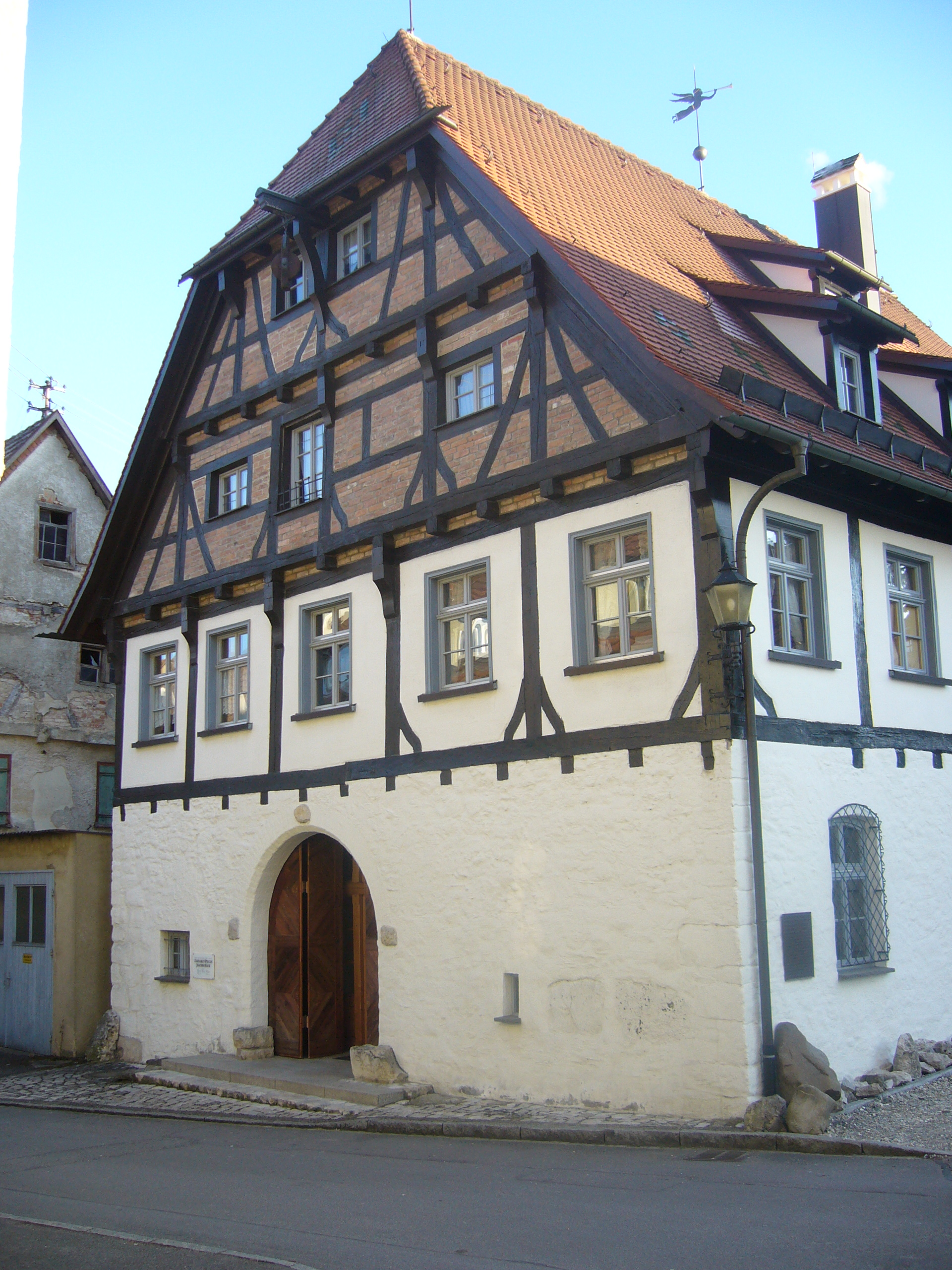
Fachwerkhaus in der mittelalterlichen Innenstadt

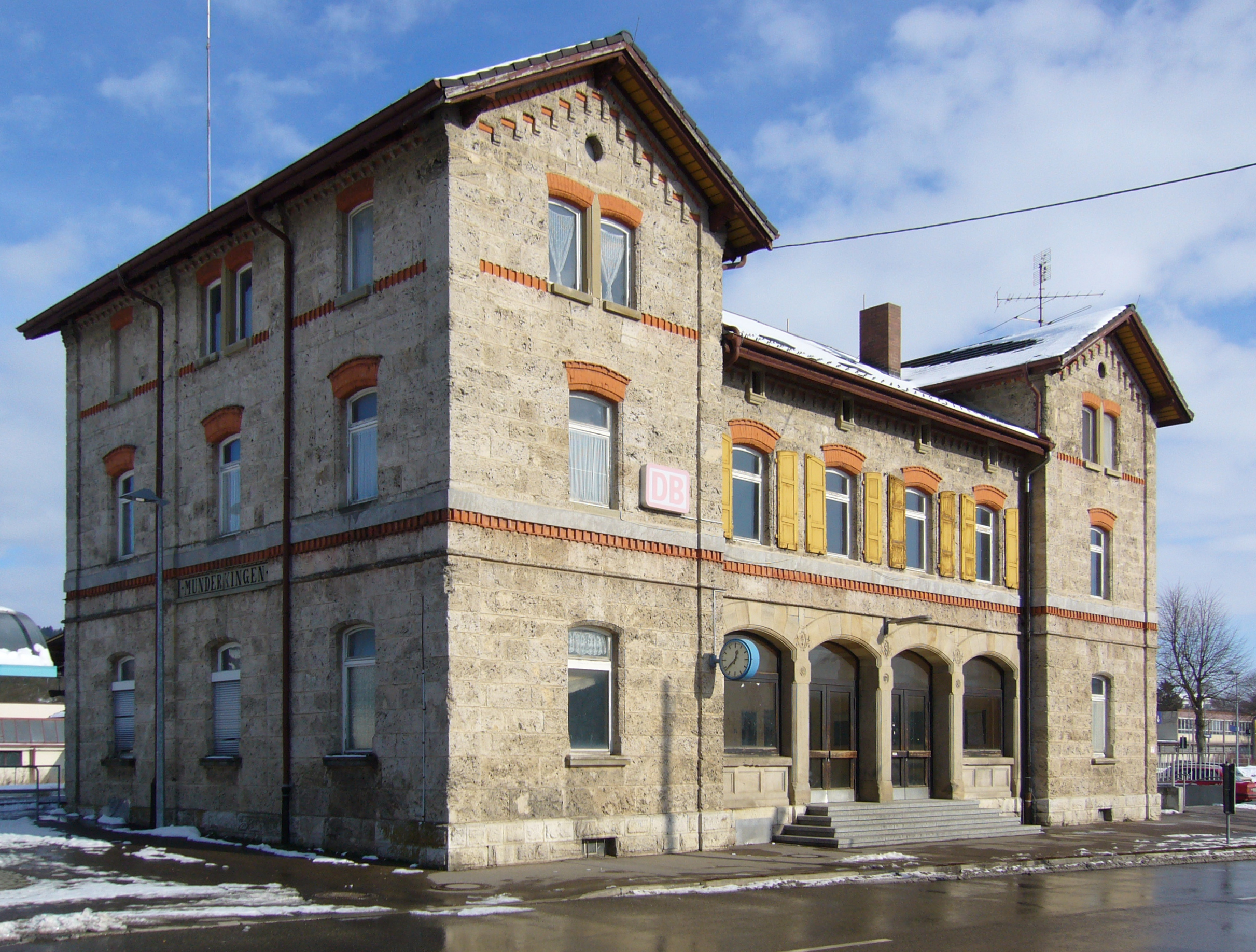
Der 1870 erbaute Bahnhof von Munderkingen

### Mittelalter und frühe Neuzeit
Erstmals wurde Munderkingen im Jahr 792 in einer Urkunde des Klosters Sankt Gallen erwähnt; genannt wird darin die Munterichshuntare, nach einer anderen Quelle Muntarihes huntari. Eine Huntare war eine Verwaltungseinheit des fränkischen Reiches, die einen Verband von Kriegern oder von Landgütern bezeichnen konnte; sie entspricht der altenglischen Verwaltungseinheit Hundred und näherungsweise der skandinavischen und norddeutschen Harde.
Das Stadtrecht wurde Munderkingen im Jahr 1230 von den Herren von Emerkingen verliehen. Ende des 14. Jahrhunderts verpfändeten die Habsburger Munderkingen an die Truchsessen von Waldburg. Die Stadt schloss sich daraufhin mit den ebenfalls an die Truchsessen verpfändeten Städten Mengen, Riedlingen, Saulgau und Waldsee zum Bündnis der Donaustädte zusammen. 1680 gelang es diesen, die Pfandherrschaft abzuschütteln und wieder direkt unter die Herrschaft der österreichischen Vorlande zu kommen.

### Württembergische Zeit
Mit dem Pressburger Frieden kam Munderkingen 1805 zu Württemberg. Bei der Umsetzung der neuen Verwaltungsgliederung im Königreich Württemberg wurde die Stadt dem Oberamt Ehingen zugeordnet, wobei sie bis 1819 den Sitz eines eigenen Unteramts bildete. War Munderkingen früher von Handel und Handwerk geprägt, so führte der Bau der Bahnstrecke Ulm–Sigmaringen und der damit 1870 erfolgte Anschluss an das Netz der Württembergischen Eisenbahn auch zur Ansiedlung von Industriebetrieben.
Um 1900 wurden die Mühlen an der Donau auf die Erzeugung von Elektrizität umgestellt. Noch heute besteht in der Stadt ein größeres Elektrizitäts- und Umspannwerk der EnBW. Bei der Kreisreform während der NS-Zeit in Württemberg gelangte Munderkingen 1938 zum Landkreis Ehingen.

### Nachkriegszeit
1945 wurde Munderkingen zuerst durch Amerikanische Truppen besetzt und kurze Zeit später der französischen Militärverwaltung übergeben. Munderkingen war nun Teil der französischen Besatzungszone und erfuhr somit 1947 die Zuordnung zum neu gegründeten Land Württemberg-Hohenzollern, welches 1952 im Land Baden-Württemberg aufging. 1973 vollzog sich die Kreisreform in Baden-Württemberg, bei der Munderkingen zum Alb-Donau-Kreis kam.

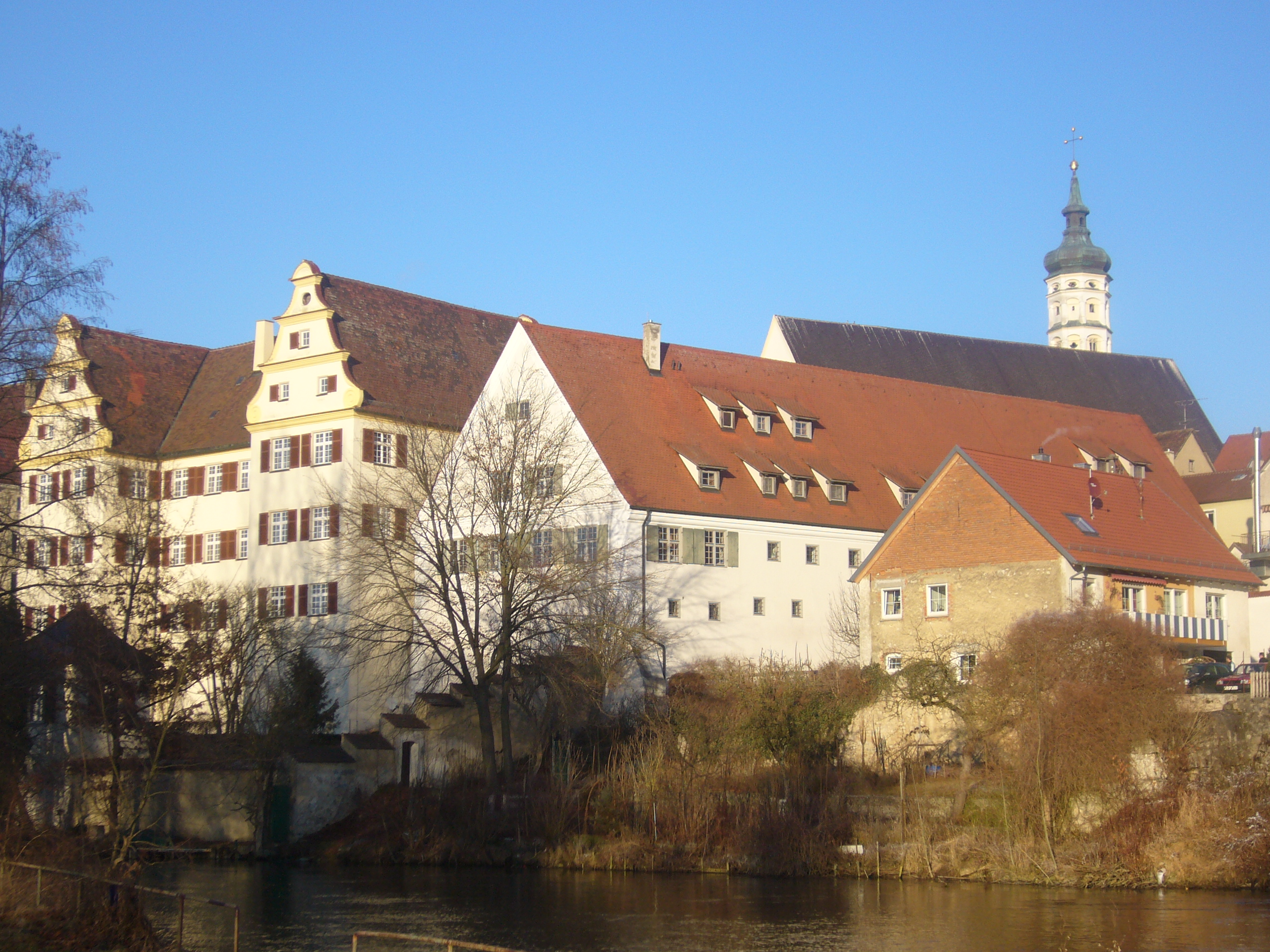
Munderkingen mit Donau und katholischer Stadtpfarrkirche

### Religionen
Munderkingen ist von jeher katholisch geprägt. Zwar gab es in der Reformationszeit hier protestantische Bestrebungen, die jedoch von den Stadtoberen bekämpft wurden. Gemäß Zensus 2011 sind 58,7 Prozent der Bevölkerung katholisch, 18,2 Prozent evangelisch und 23,1 Prozent gehören sonstigen oder keiner Religionsgemeinschaft an.

### Eingemeindungen
Der nahe gelegene Weiler Algershofen ist Teil der Stadt Munderkingen.

### Einwohnerentwicklung
Es handelt sich um Einwohnerzahlen nach dem jeweiligen Gebietsstand. Die Zahlen sind Volkszählungsergebnisse (¹) oder amtliche Fortschreibungen des Statistischen Landesamtes Baden-Württemberg (nur Hauptwohnsitze).
| Jahr                 | Einwohner |
| -------------------- | --------- |
| 1. Dezember 1871 ¹   | 2041      |
| 1. Dezember 1880 ¹   | 2035      |
| 1. Dezember 1890 ¹   | 1953      |
| 1. Dezember 1900 ¹   | 1971      |
| 1. Dezember 1910 ¹   | 2048      |
| 16. Juni 1925 ¹      | 1944      |
| 16. Juni 1933 ¹      | 1914      |
| 17. Mai 1939 ¹       | 1840      |
| 13. September 1950 ¹ | 2270      |
| 6. Juni 1961 ¹       | 3435      |

| Jahr              | Einwohner |
| ----------------- | --------- |
| 27. Mai 1970 ¹    | 4583      |
| 31. Dezember 1980 | 4858      |
| 27. Mai 1987 ¹    | 4667      |
| 31. Dezember 1990 | 4849      |
| 31. Dezember 1995 | 5206      |
| 31. Dezember 2000 | 5055      |
| 31. Dezember 2005 | 5099      |
| 31. Dezember 2010 | 4912      |
| 31. Dezember 2015 | 5119      |
| 31. Dezember 2020 | 5430      |

## Politik

### Gemeinderat
In Munderkingen wurde bis 2019 der Gemeinderat nach dem Verfahren der unechten Teilortswahl gewählt. Dabei kann sich die Zahl der Gemeinderäte durch Überhangmandate verändern. Der Gemeinderat in Munderkingen hat nach der letzten Wahl 18 Mitglieder (unverändert). Der Gemeinderat besteht aus den gewählten ehrenamtlichen Gemeinderäten und dem Bürgermeister als Vorsitzendem. Der Bürgermeister ist im Gemeinderat stimmberechtigt. Die Kommunalwahl am 9. Juli 2024 führte zu folgendem Endergebnis (mit Vergleichszahlen der beiden vorigen Wahlen):

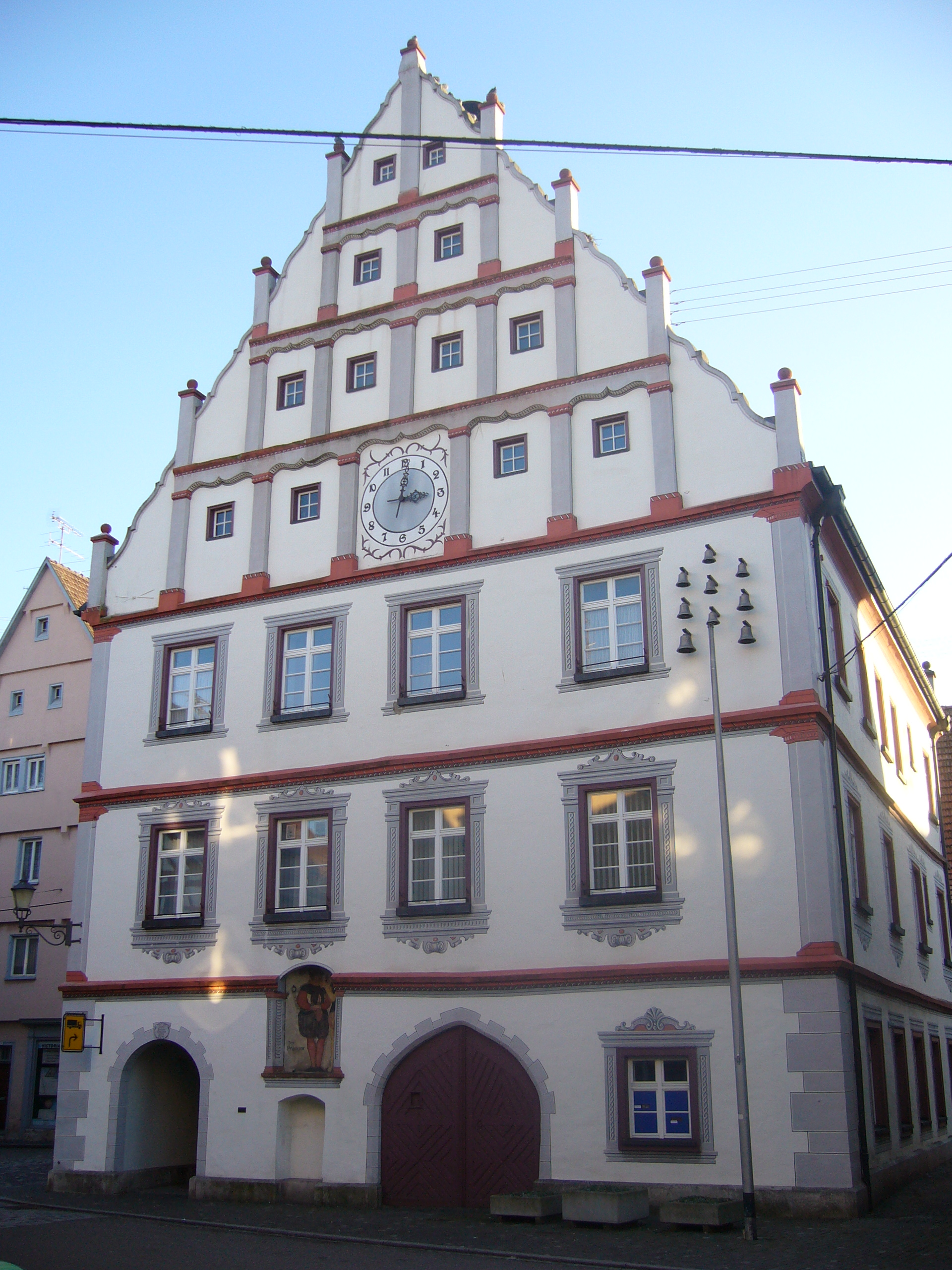
Rathaus von Munderkingen

| Parteien und Wählergemeinschaften | Parteien und Wählergemeinschaften           | % 2024 | Sitze 2024 |        | % 2019 | Sitze 2019 | % 2014 | Sitze 2014 |
| CDU                               | Christlich Demokratische Union Deutschlands | 46,4   | 8          | 47,5   | 9      | 50,7       | 9      |            |
| UWG                               | Unabhängige Wählergemeinschaft              | 37,6   | 7          | 24,8   | 4      | 28,7       | 5      |            |
| GRÜNE                             | Bündnis 90/Die Grünen                       | 16,0   | 3          | 24,7   | 4      | 20,6       | 4      |            |
| SPD                               | Sozialdemokratische Partei Deutschlands     | --     | --         | 3,0    | 1      | --         | --     |            |
| Gesamt                            | Gesamt                                      | 100 %  | 18         | 100 %  | 18     | 100 %      | 18     |            |
| Wahlbeteiligung                   | Wahlbeteiligung                             | 55,7 % | 55,7 %     | 53,4 % | 53,4 % | 49,3 %     | 49,3 % |            |

### Bürgermeister
Der Bürgermeister wird in Baden-Württemberg für eine Amtszeit von acht Jahren gewählt. Bürgermeister ist seit dem 1. Juli 2023 Thomas Schelkle. Er wurde am 21. Mai 2023 mit 62,5 Prozent der Stimmen gewählt. Schelkle folgte Michael Lohner nach, der von 1999 bis 2023 amtierte.

### Verwaltungsverband
Munderkingen ist Sitz des 1973 gegründeten Gemeindeverwaltungsverband „Verwaltungsgemeinschaft Munderkingen“, dem neben der Stadt die Gemeinden Emeringen, Emerkingen, Grundsheim, Hausen am Bussen, Lauterach, Obermarchtal, Oberstadion, Rechtenstein, Rottenacker, Untermarchtal, Unterstadion und Unterwachingen angehören.

### Wappen und Flagge
|  |  |

| | Blasonierung: „In Silber ein golden gekrönter roter Löwe, rechts oben begleitet von einem sechsstrahligen roten Stern.“ |
| Wappenbegründung: Die Stadt Munderkingen wurde vor 1260 von den Herren von Emerkingen gegründet und vor 1297 an die Herzöge von Österreich verkauft. Obwohl die Stadt mehrfach verpfändet wurde, blieben die Herzöge bis 1805 die lokalen Herrscher. Das erste Stadtsiegel, von dem Abdrücke seit 1289 bekannt sind, zeigt einen nach links gewandten, gekrönten Löwen, der als habsburgischer Löwe gilt. Ab 1340 wurde der Löwe nach rechts blickend dargestellt, mit einem Stern hinter seinem Schwanz. Im 17. Jahrhundert wurde die Position des Sterns verändert und der Löwe auf einem Dreiberg platziert. Die Habsburger verliehen der Stadt das alte Wappen ihrer Familie: den steigenden, roten und gekrönten Löwen. Ein Siegel aus dem Jahre 1286 gilt als erster Beleg für dieses Wappen. Die erste farbige Darstellung des Wappens findet sich auf einer Scheibe von 1614 im Rathaus. Die rot-weiß gestreifte Flagge trägt das nach oben versetzt aufgelegte Stadtwappen, das am 21. Oktober 1957 vom Innenminister Baden-Württembergs verliehen wurde. | |

### Städtepartnerschaft
Seit dem Jahr 1987 besteht eine Städtepartnerschaft zwischen Munderkingen und der französischen Stadt Riedisheim im Elsass.

## Wirtschaft und Infrastruktur

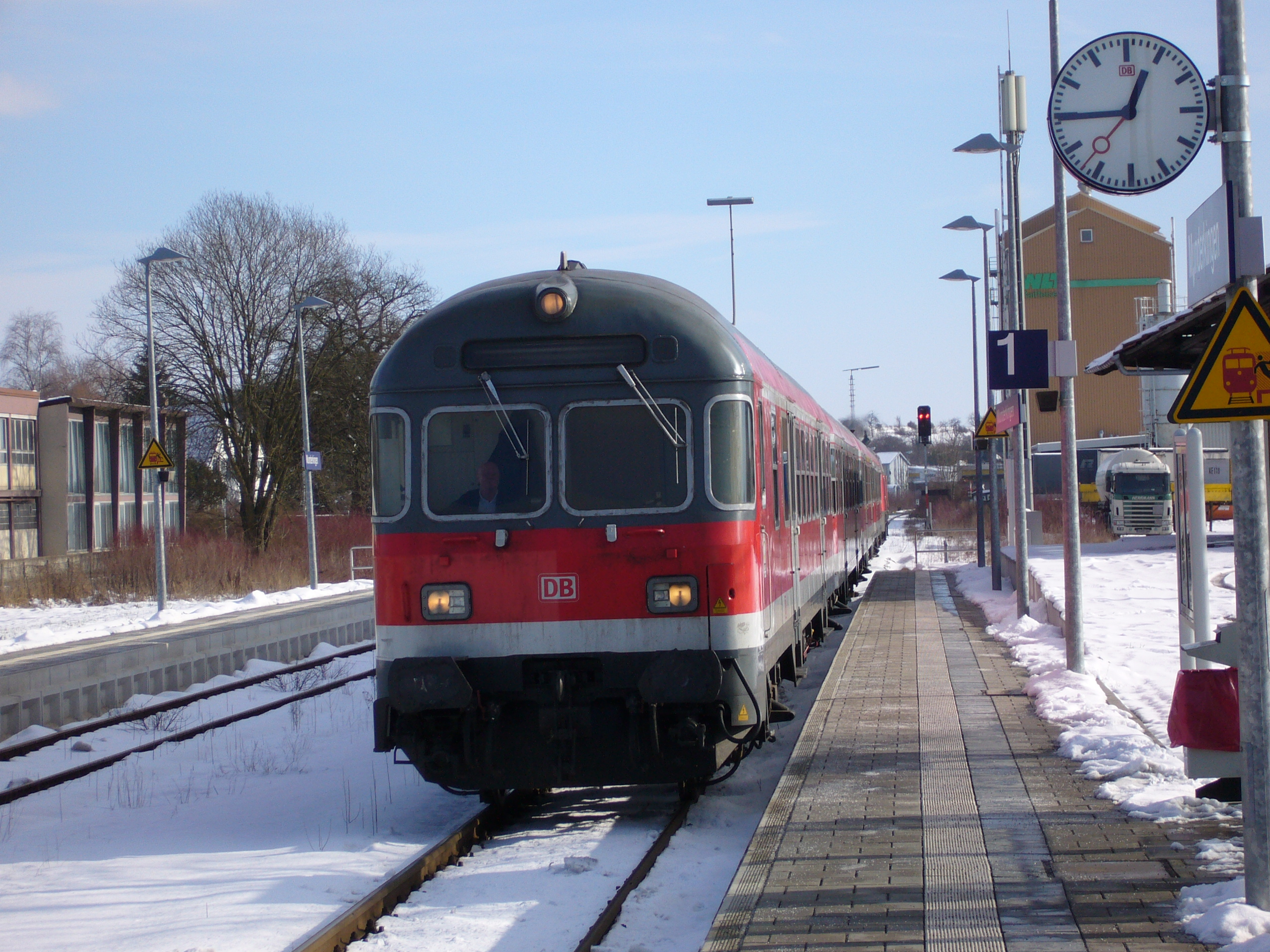
Regional-Express nach Neustadt (Schwarzwald) im Bahnhof Munderkingen

### Verkehr
Munderkingen liegt an der Bahnstrecke Ulm–Sigmaringen. Es besteht ein Stundentakt mit Regional-Express-Zügen der Linie RE 55 nach Ulm, Sigmaringen und weiter nach Donaueschingen sowie ein Stundentakt mit Zügen der Regio-S-Bahn Donau-Iller nach Ulm. Die Stadt gehört zum Donau-Iller-Nahverkehrsverbund.
Durch eine Alltagsroute aus dem Radnetz Baden-Württemberg ist Munderkingen über Rottenacker mit Ehingen und in der anderen Richtung über Untermarchtal und Obermarchtal mit Riedlingen verbunden.
Munderkingen liegt am Radfernweg Donauradweg, der von Donaueschingen über Passau, Wien und Budapest bis zur Mündung in das Schwarze Meer führt. Er wird ab Tuttlingen auch als EuroVelo-Route EV6 und zwischen Tuttlingen und Passau als D-Route 6 geführt.

### Öffentliche Einrichtungen
Munderkingen verfügt je über eine Grund-, Haupt-, Real- und Förderschule. Ein Gymnasium gibt es in Munderkingen nicht, obwohl die Stadt früher eine eigene Lateinschule besaß. Die nächsten Schulstädte sind Ehingen (Donau) und Biberach an der Riß. Die Erwachsenenbildung wird von der stadteigenen Volkshochschule organisiert.

## Kultur und Sehenswürdigkeiten

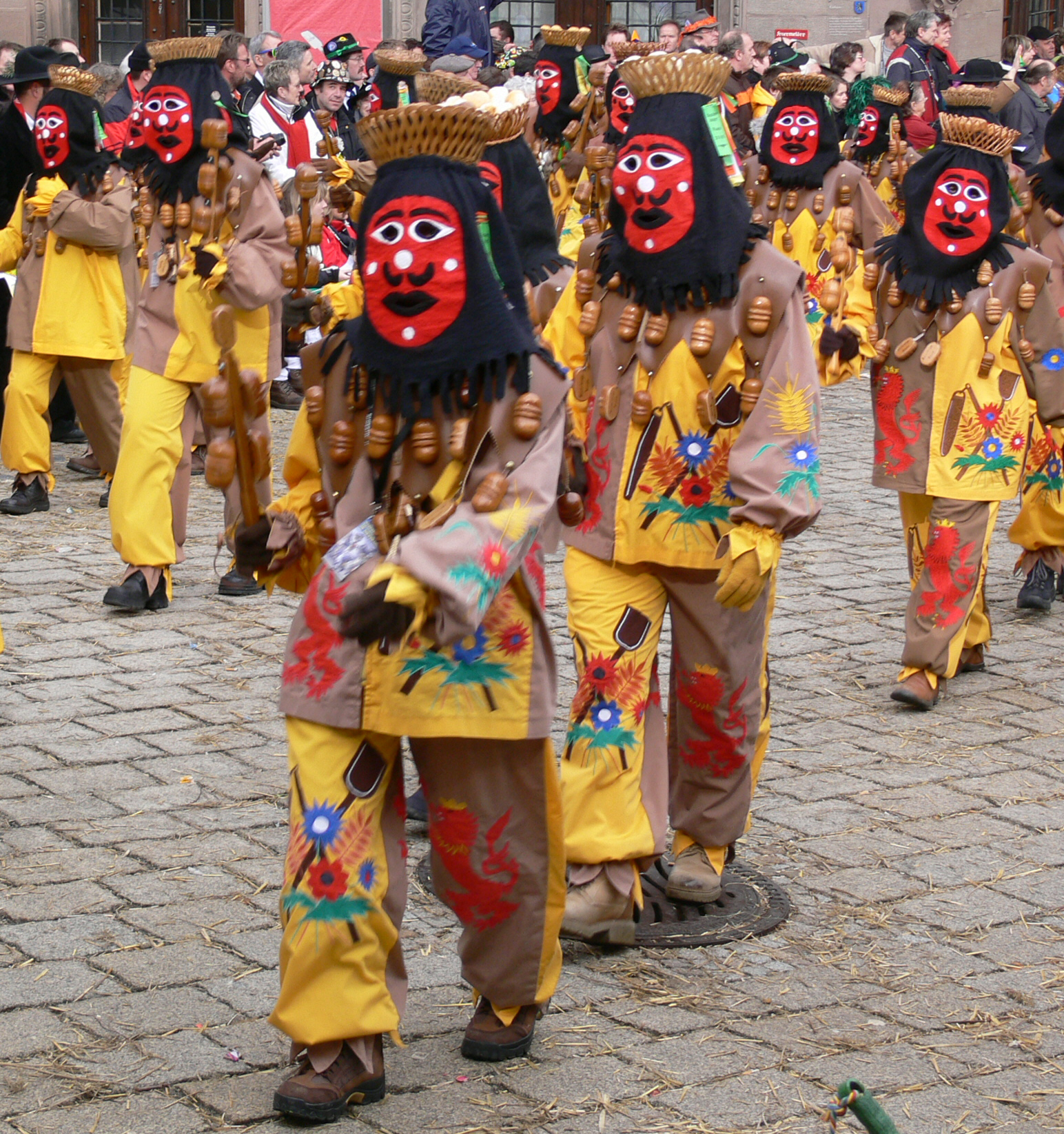
Narrenfigur Wusele der Trommgesellenzunft Munderkingen

Munderkingen liegt an der Hauptroute der Oberschwäbischen Barockstraße sowie am Donauradweg von Donaueschingen nach Wien. Munderkingen ist so vor allem im Sommer ein beliebter Rastpunkt für viele Radwanderer.

### Bauwerke

#### Wasserbrunnen
- In der Mitte des Marktplatzes steht der Löwenbrunnen. Der Löwe auf der Spitze der Säule wurde erneuert und das Original befindet sich heute im Rathaus. Die Statue ist das Symbol der damaligen Herrschaft, die das Geschehen auf dem Markt überwacht. Die Löwenfigur trägt das Wappen der Stadt sowie das Wappen Österreichs auf seinen Pfoten.
- Der Martinsbrunnen ziert den zweiten Brunnen der Stadt. Der Name des Brunnens leitet sich von der Martinskapelle ab, die einst neben dem heutigen Café Blank stand. Erst im Jahr 1861 wurde die Statue auf dem Brunnenpfeiler aufgesetzt und im 20. Jahrhundert nochmals erneuert.
- Der Dionysiusbrunnen erhielt seinen Namen von der naheliegenden Kirche, der katholischen Pfarrkirche St. Dionysius. Erst im 19. Jahrhundert bekam der Brunnen das Marienbild, vermutlich als Ersatz eines verlorenen Standbildes des heiligen Dionysius. Im Jahr 1975 kam es zu Renovierungsarbeiten und der Standortversetzung des Brunnens.

#### Rathaus
Das Rathaus mit seinem Giebelsockel befindet sich auf dem Marktplatz, welches 1563 vom damaligen Bürgermeister Dionysos Ruoff erbaut wurde. Im 18. Jahrhundert wurde das Gebäude durch einen Brand beschädigt, wobei aber das charakteristische Dach aus dem 16. Jahrhundert erhalten werden konnte. Der alte Pranger befindet sich noch an der Frontseite des Gebäudes in einer Nische, in dem mit einem Bild der Vollzug einer Strafe dargestellt wird.

#### Pfarrhof
Der Pfarrhof wurde in den Jahren 1706 und 1707 erbaut. Das Gebäude entstand als Wohnung für die Pfarrei und diente auch als Sommersitz und Residenz der Äbte des Prämonstratenser-Reichsstifts Marchtal. Das Bauwerk ist ein dreigeschossiger hochbarocker Bau mit risalitartig vorspringenden Flügelbauten, deren Giebel dreigeteilt und mit Voluten ausgestattet sind.

#### Donaubrücke
Die sogenannte „Neue Donaubrücke“ war 1893 die erste massive Betonbogenbrücke, die mit Dreigelenkbogen und mit einer Bogenspannweite von mehr als 50 m erbaut wurde: Ingenieur Leibbrand aus Stuttgart war der Erbauer, die Arbeiten wurden von der Baufirma Buck aus Ehingen durchgeführt. Die Bautechnik der Munderkinger Donaubrücke wird heute als herausragende Brückenbauleistung im Deutschen Museum in München dargestellt. Die Brücke wurde bei Kriegsende, am 22. April 1945, von abrückenden deutschen Pioniertruppen, unter Aufsicht einer SS-Einheit, gesprengt. Der Wiederaufbau begann unmittelbar nach dem Krieg. Bereits im Juni 1948 wurde die wiedererstellte Donaubrücke durch die Besatzungsmacht der französischen Zone eingeweiht.

#### Altes Krankenhaus
Das 1889/90 errichtete historistische Bauwerk gehört zu den stadtbildprägenden Bauwerken der Stadt im Alb-Donau-Kreis. Der Kunsthistoriker Guido Hinterkeuser würdigte es als „bedeutendes Baudenkmal“: „Blickfang des Gebäudes, dessen zweigeschossige Hauptschaufront sich entlang der Schillerstraße erstreckt, ist ein markanter Turm, der für viele Munderkinger auch ein Stück Identität verkörpert. Mit einem Fachwerkgeschoss spielte der aus Ehingen stammende Architekt Joseph Breig auf die traditionelle Munderkinger Bauweise an, während der neogotische Knickhelm als Anleihe aus der rheinischen Gotik interpretiert werden kann. Damit erweist sich der Turm als typischer Vertreter des historistischen Baustils. Das geböschte Erdgeschoss und die unregelmäßige Eckquaderung entlang der Mauerkanten verleihen ihm Wehrhaftigkeit. Das Portal vereint Elemente von Gotik und Renaissance, einen besonderen Akzent setzen hier die hervorstehenden Kragsteine“.

#### Kirchen

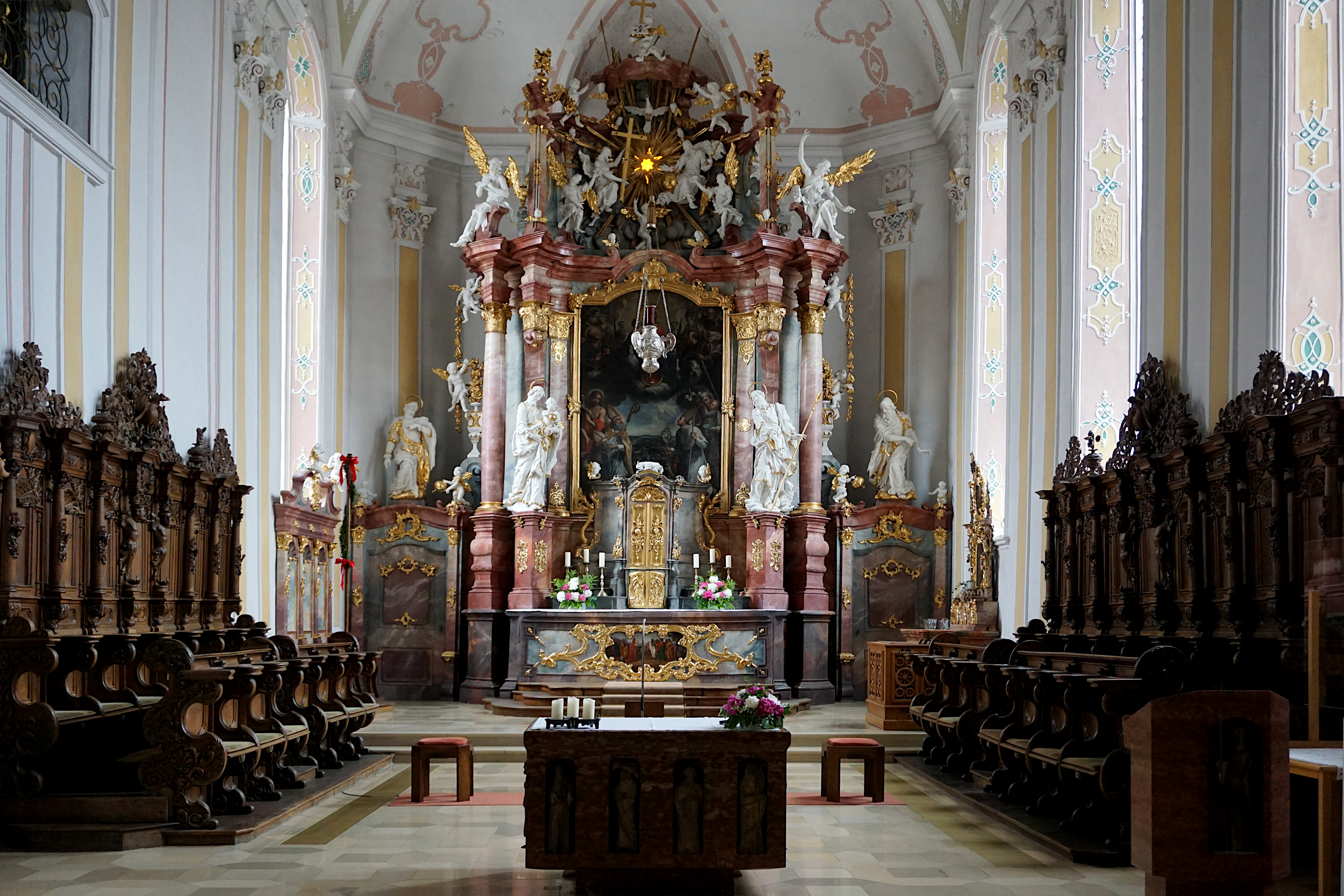
Chorraum in der Dionysiuskirche

- Die katholische Pfarrkirche St. Dionysius verbindet mittelalterliche gotische Bausubstanz mit Veränderungen aus der Zeit der Renaissance und des Barock. Chor und Kirchenschiff wurden um 1700 gänzlich neu im Stil des Barock ausgeschmückt. Einige Tafelbilder des ehemaligen gotischen Hochaltars finden sich heute an den Seitenwänden. Die Kirche und die von dem namentlich nicht bekannten Meister des Munderkinger Altars geschaffenen Bilder dieses gotischen Altars gelten heute als eine besondere Sehenswürdigkeit des Alb-Donau-Kreises.[19]
- Wohl noch im Spätmittelalter entstand an Stelle der heutigen Frauenbergkirche eine erste Kapelle mit einem Einsiedlerhaus. Die damalige Kapelle wurde 1715 durch einen Brand weitgehendst zerstört, aber das Gnadenbild aus der Zeit um 1500 „Ansicht von Norden“ konnte gerettet werden. Bis 1721 erfolgte der Wiederaufbau und es entstand die neue Kirche. Die Außenwand des Chores und der Sakristei zeigen im Osten einen zweigeteilten Volutengiebel. Die Wallfahrtskirche hat einen Westturm mit kreuzgewölbter Vorhalle, viereckigem Untergeschoss, achteckigem zweigeschossigem Aufbau und Kuppelhaube.

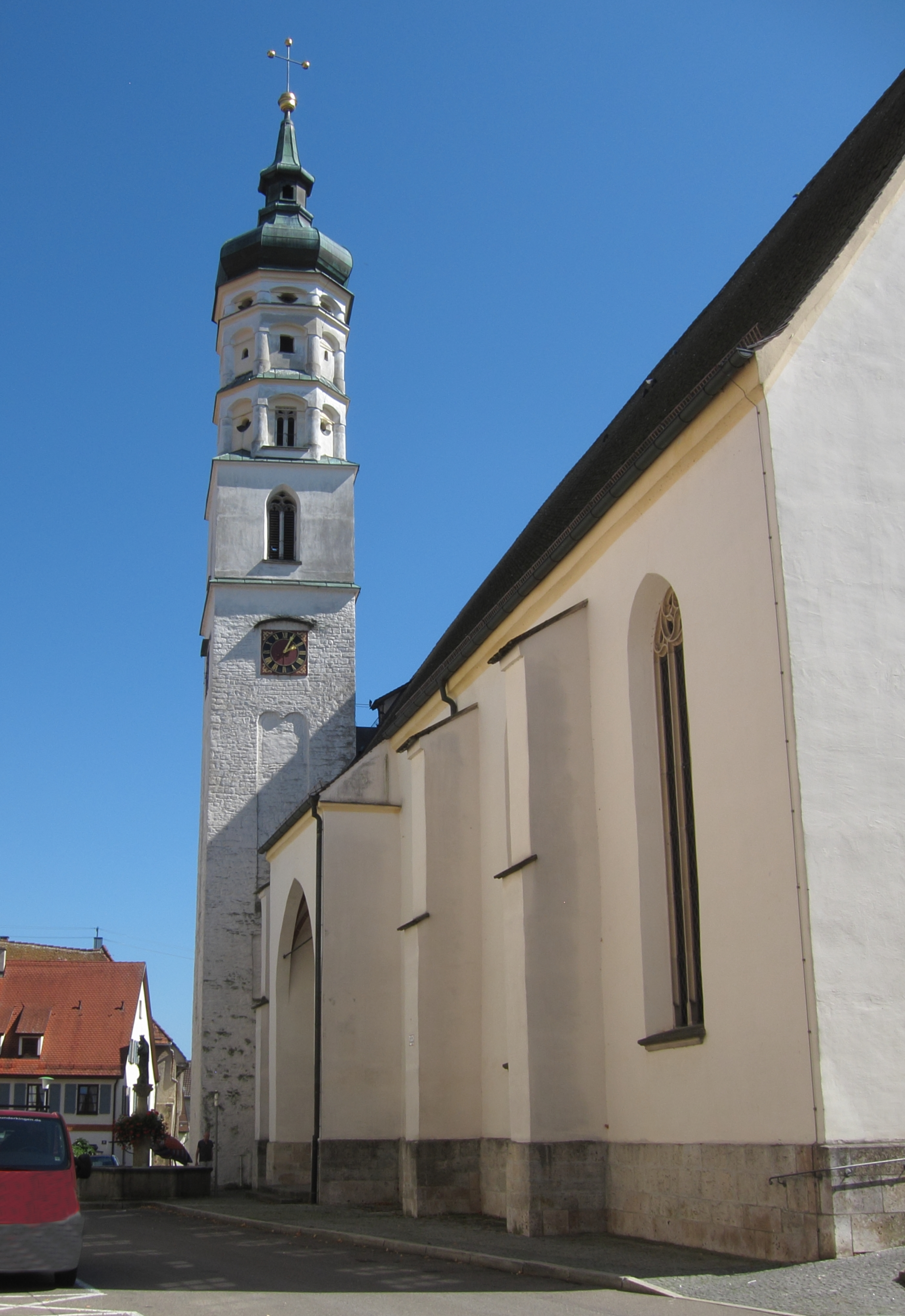
Kirche St. Dionysius
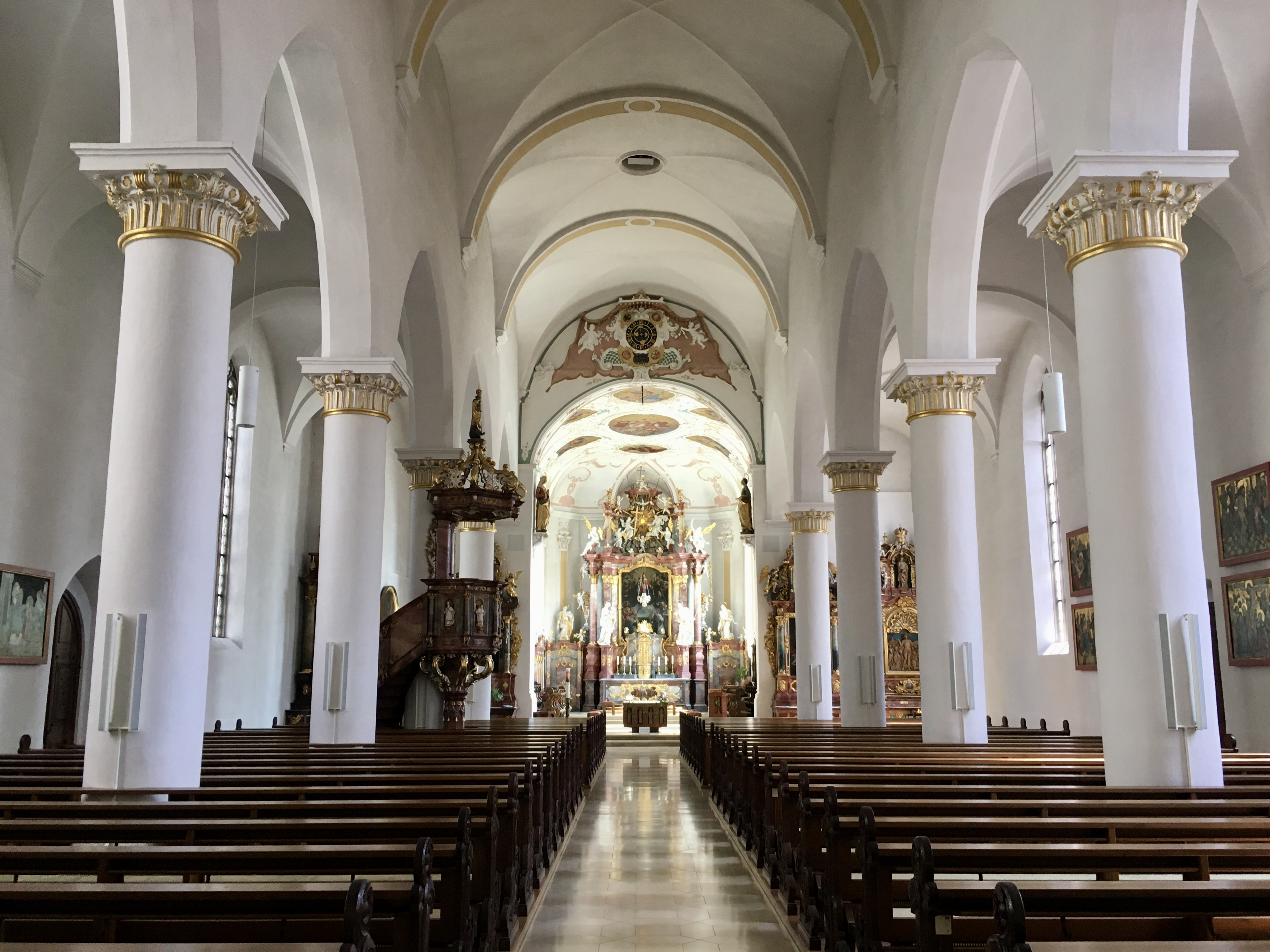
Innenansicht der Kirche St. Dionysius
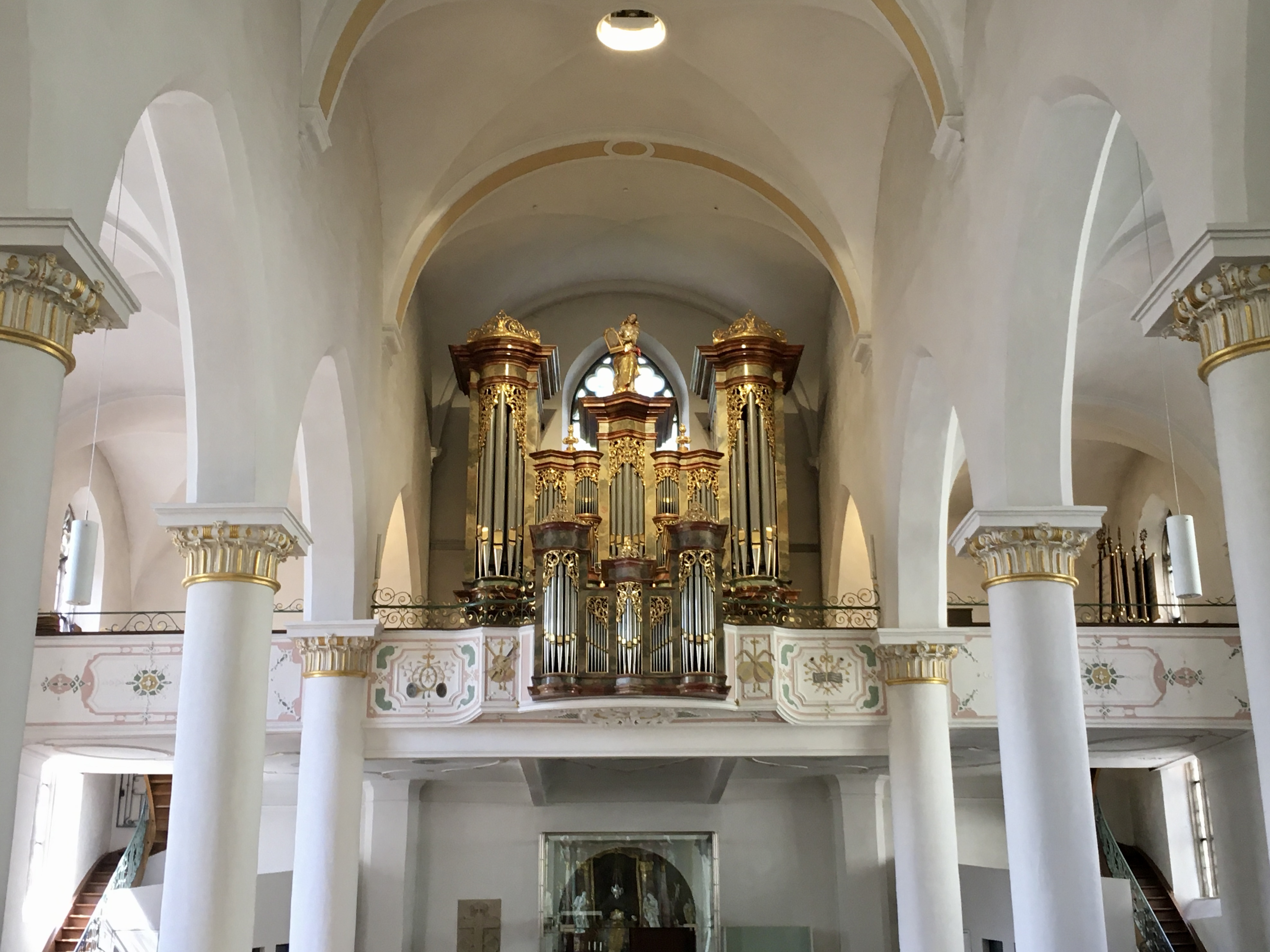
Orgel in der Kirche
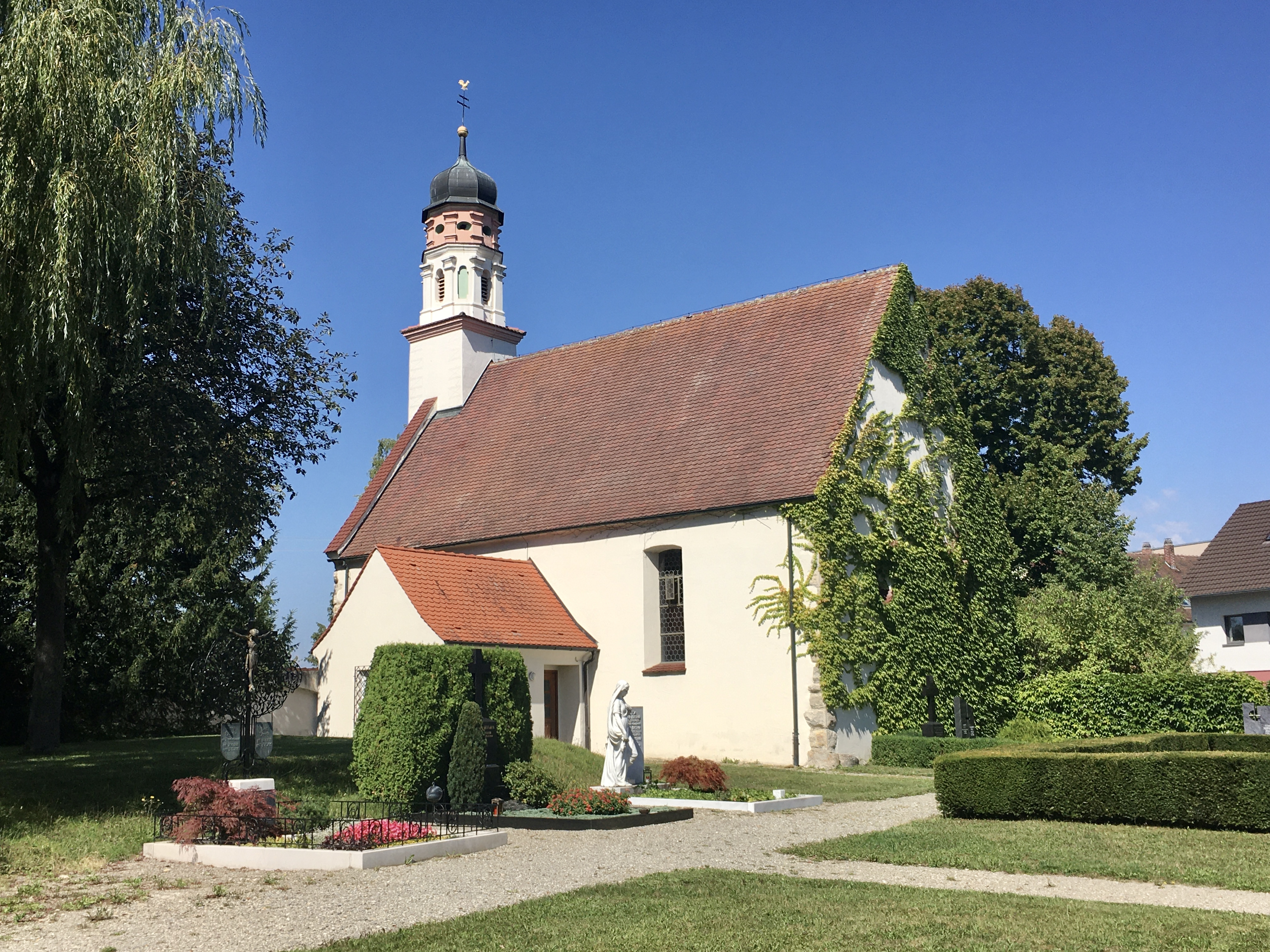
Friedhofskapelle
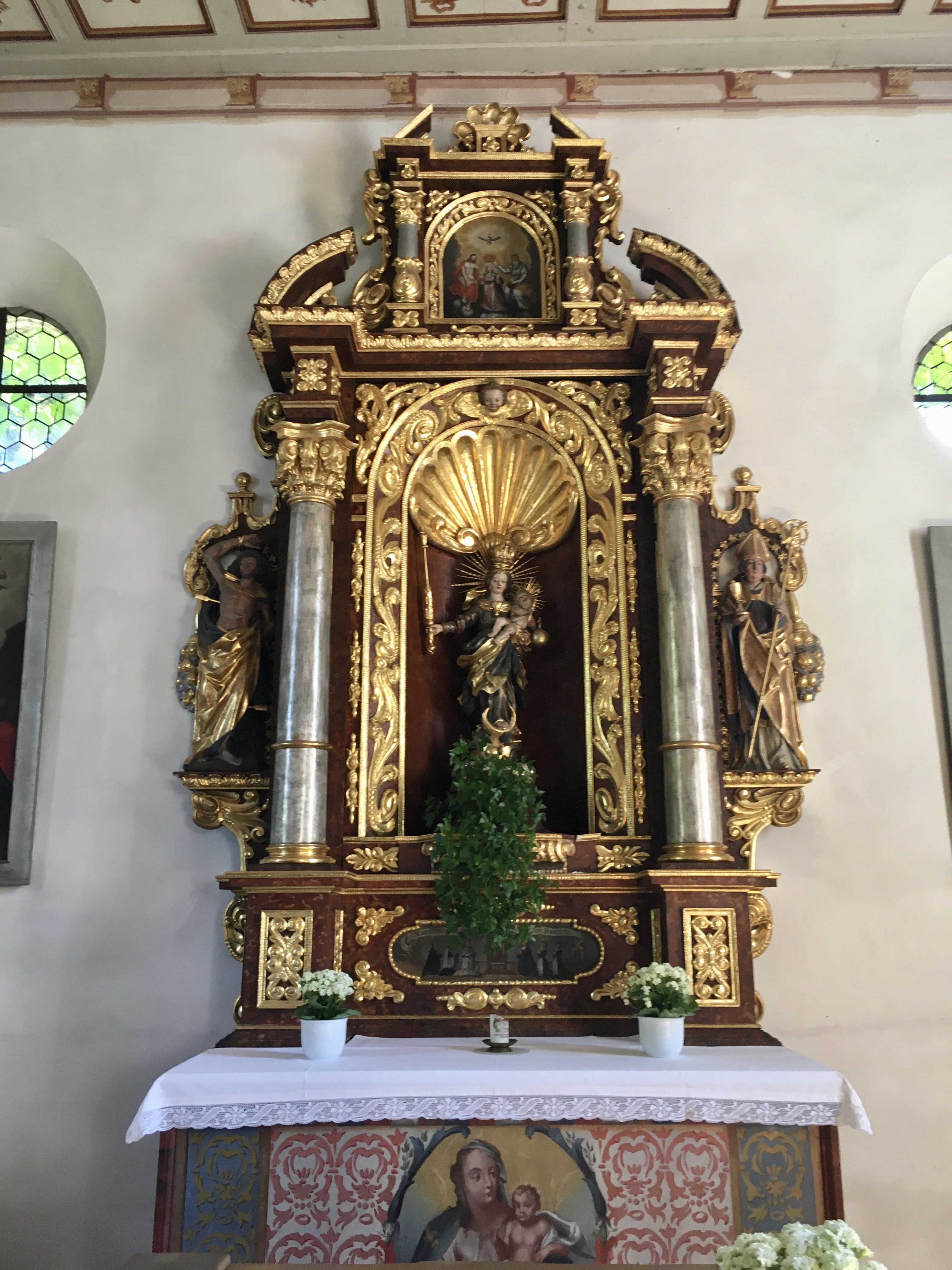
Altar in der Friedhofskapelle
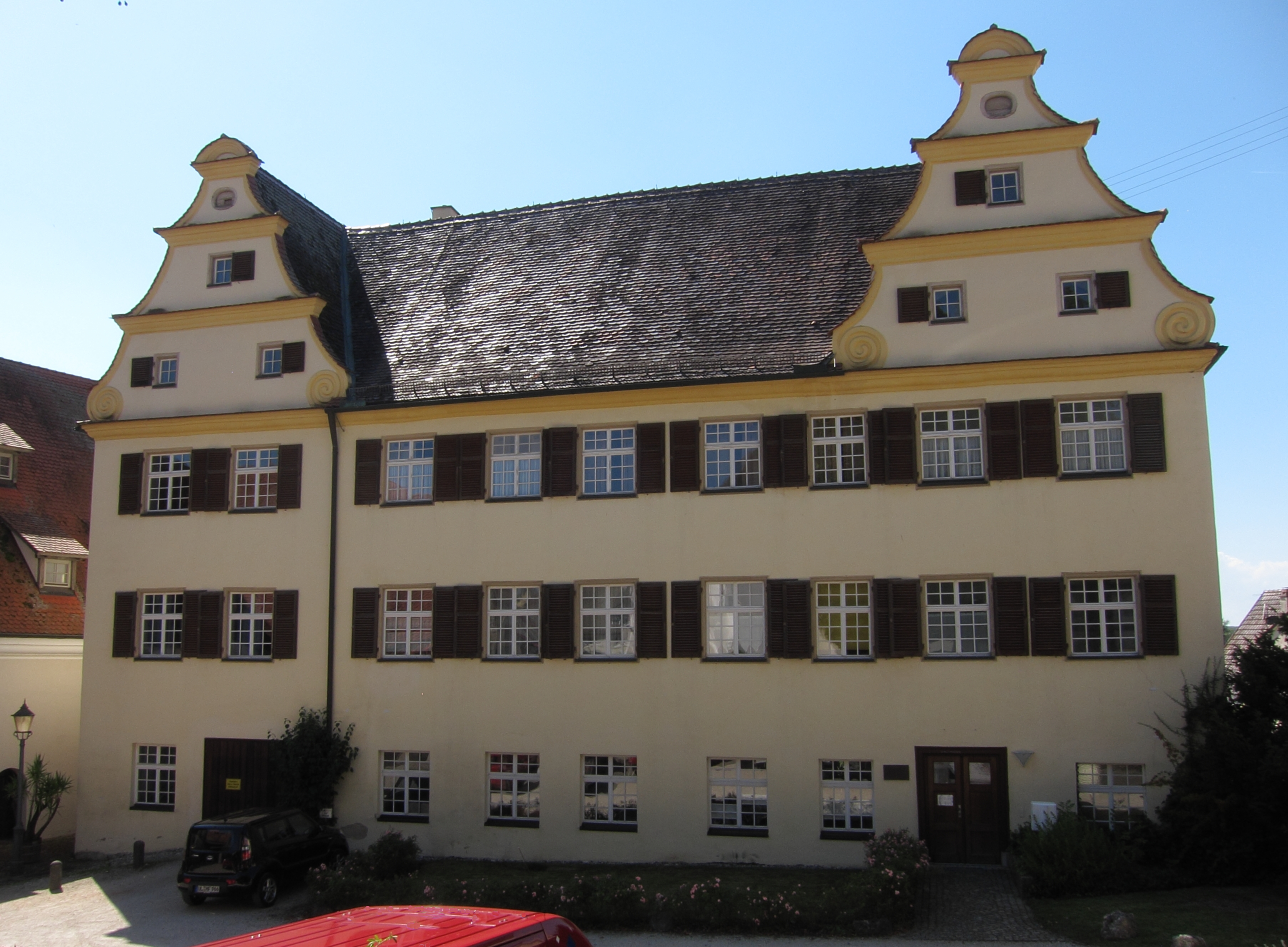
Ehemaliges Pfarrhaus
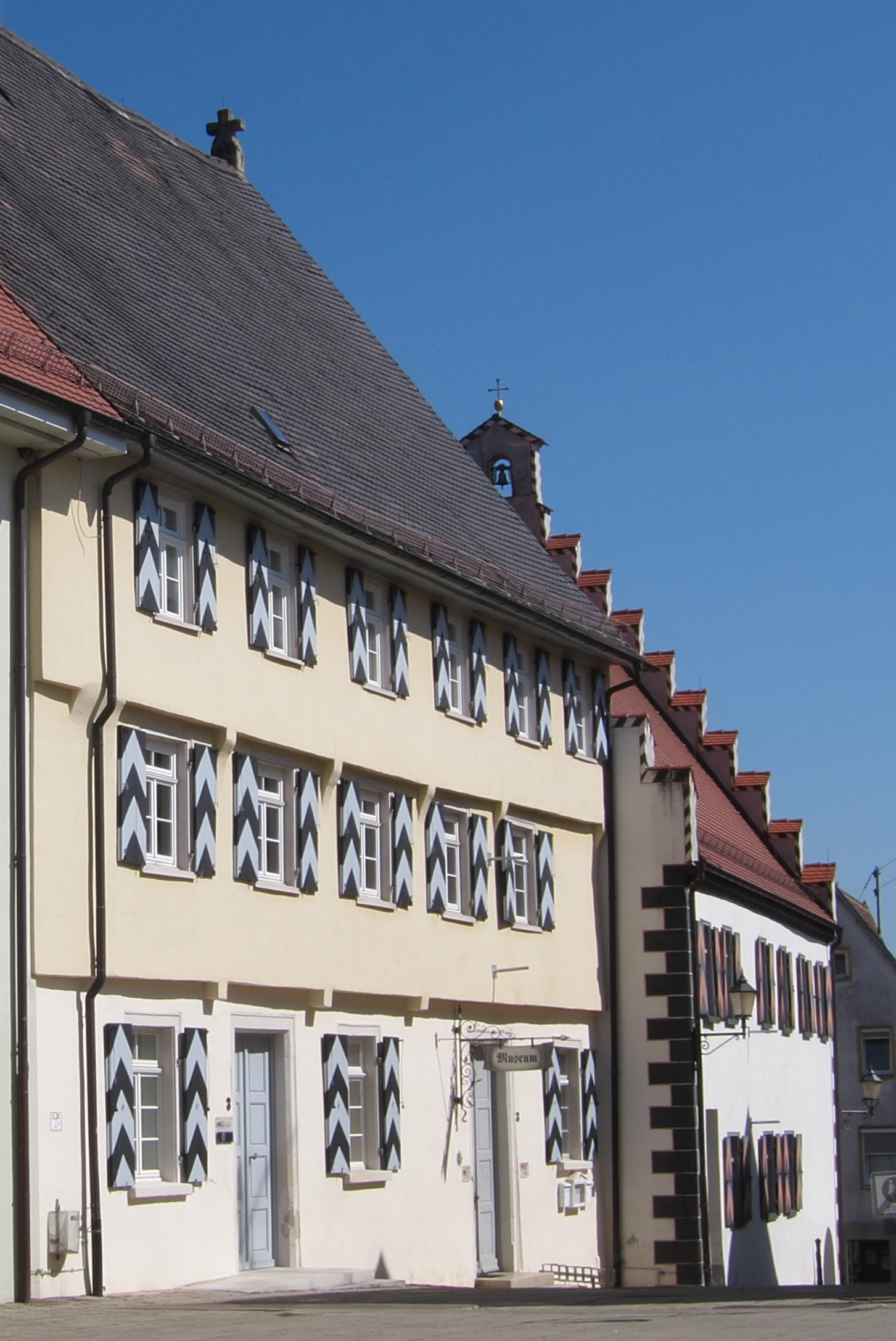
Museum
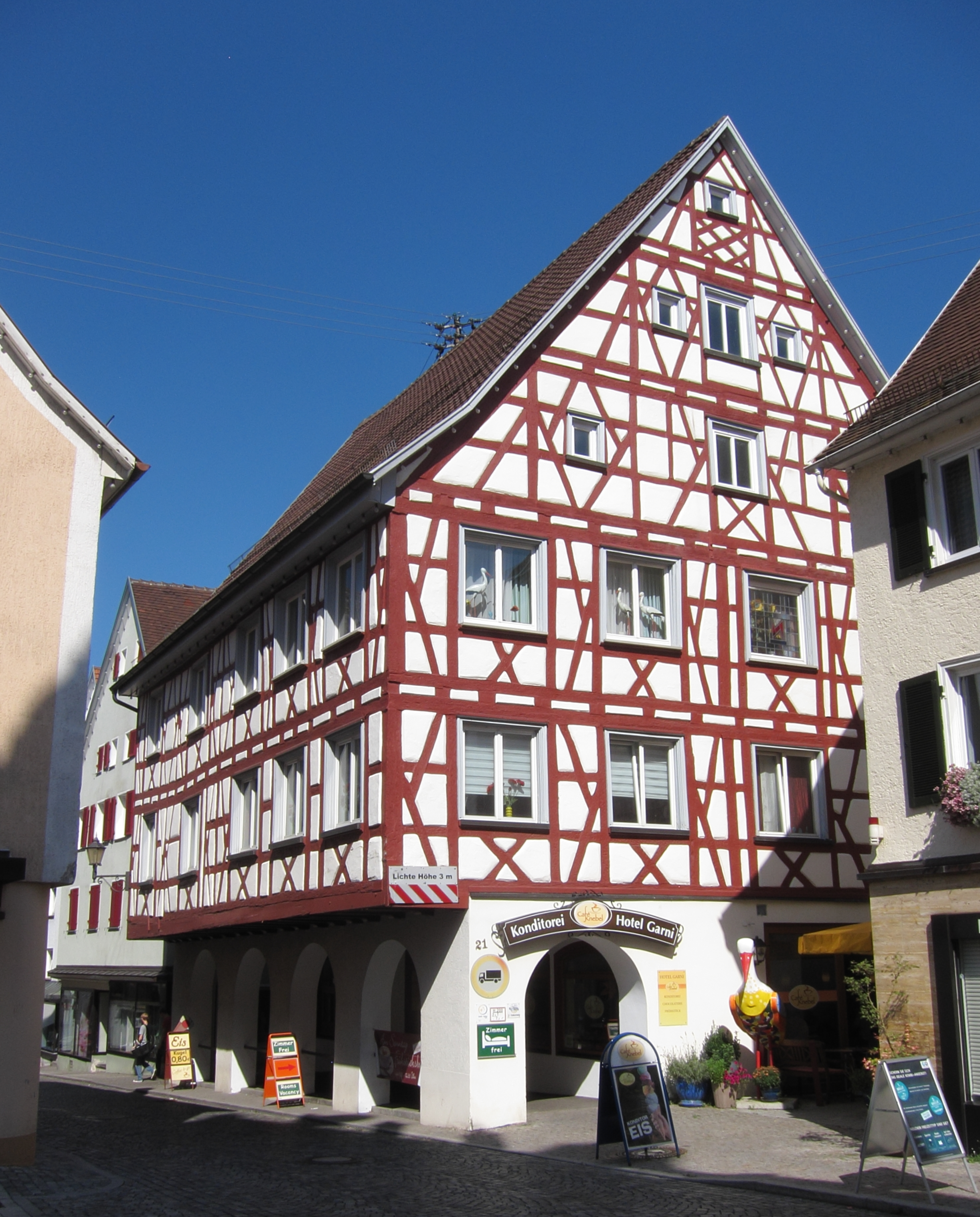
Hotel Garni mit Café Knebel
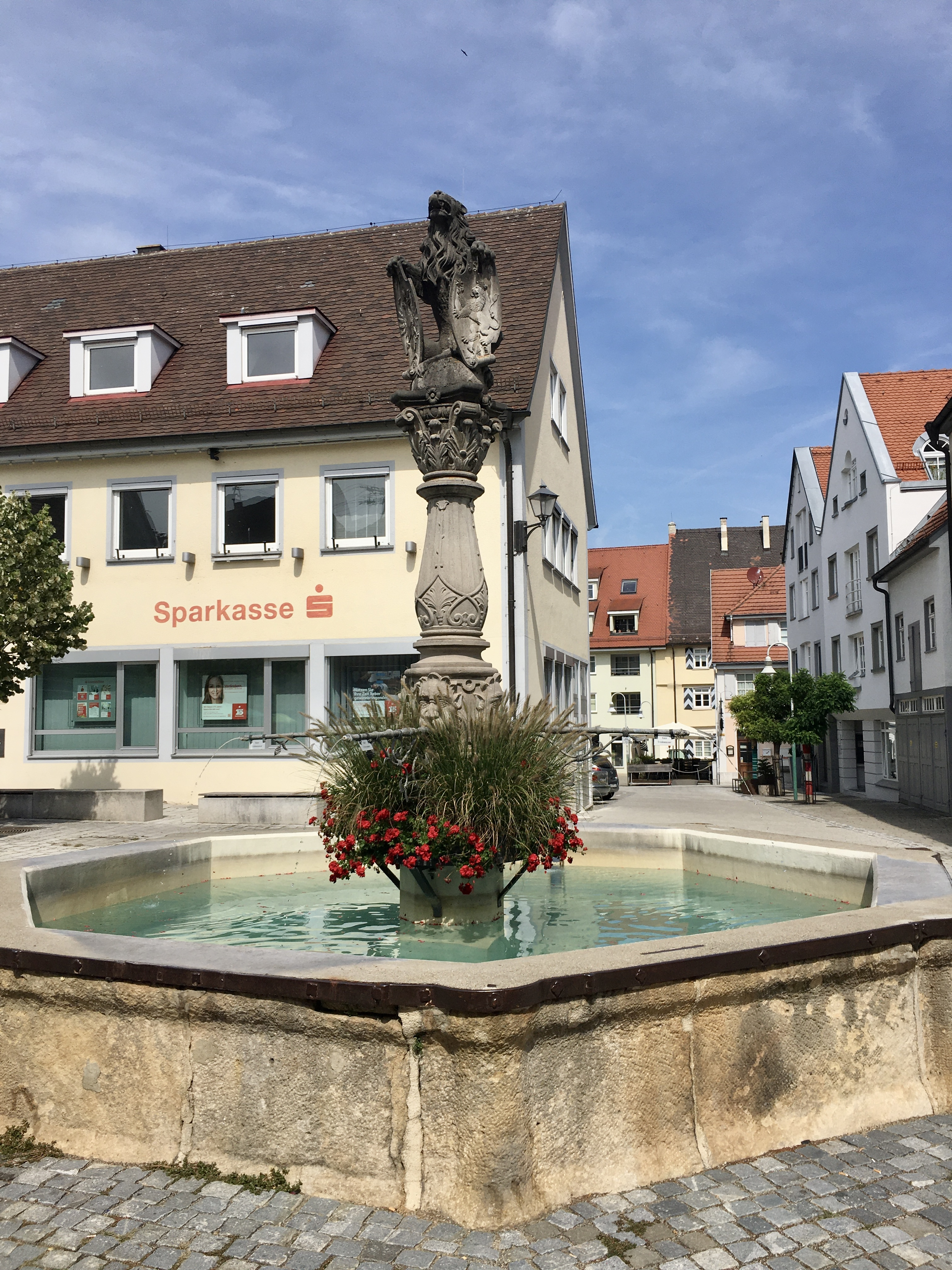
Löwenbrunnen
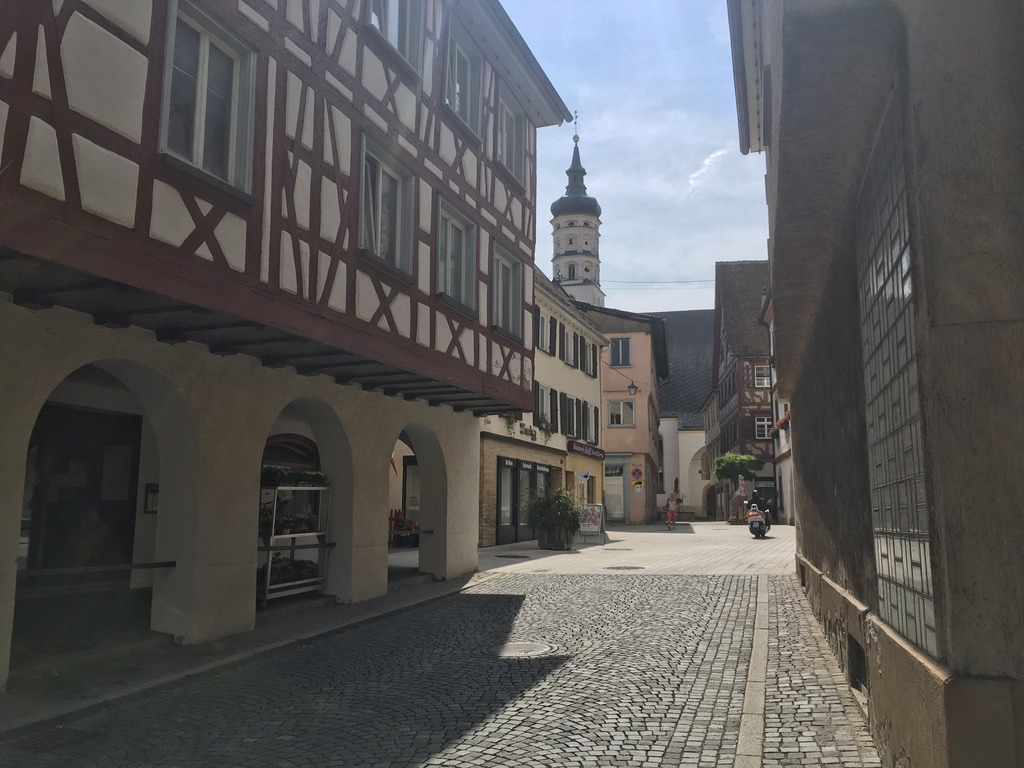
Ortsansicht in der Donaustraße
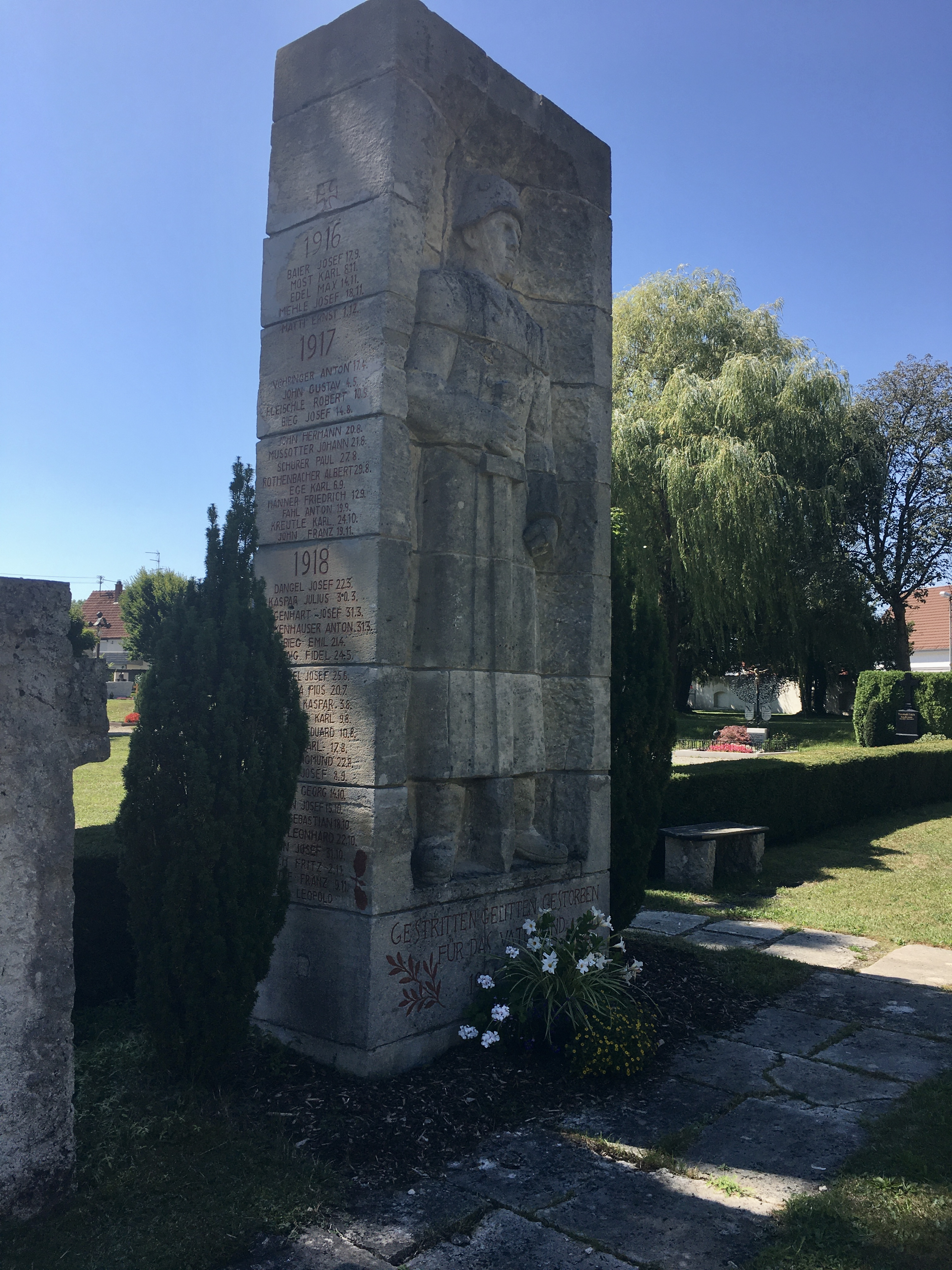
Gefallenendenkmal aus dem Ersten Weltkrieg
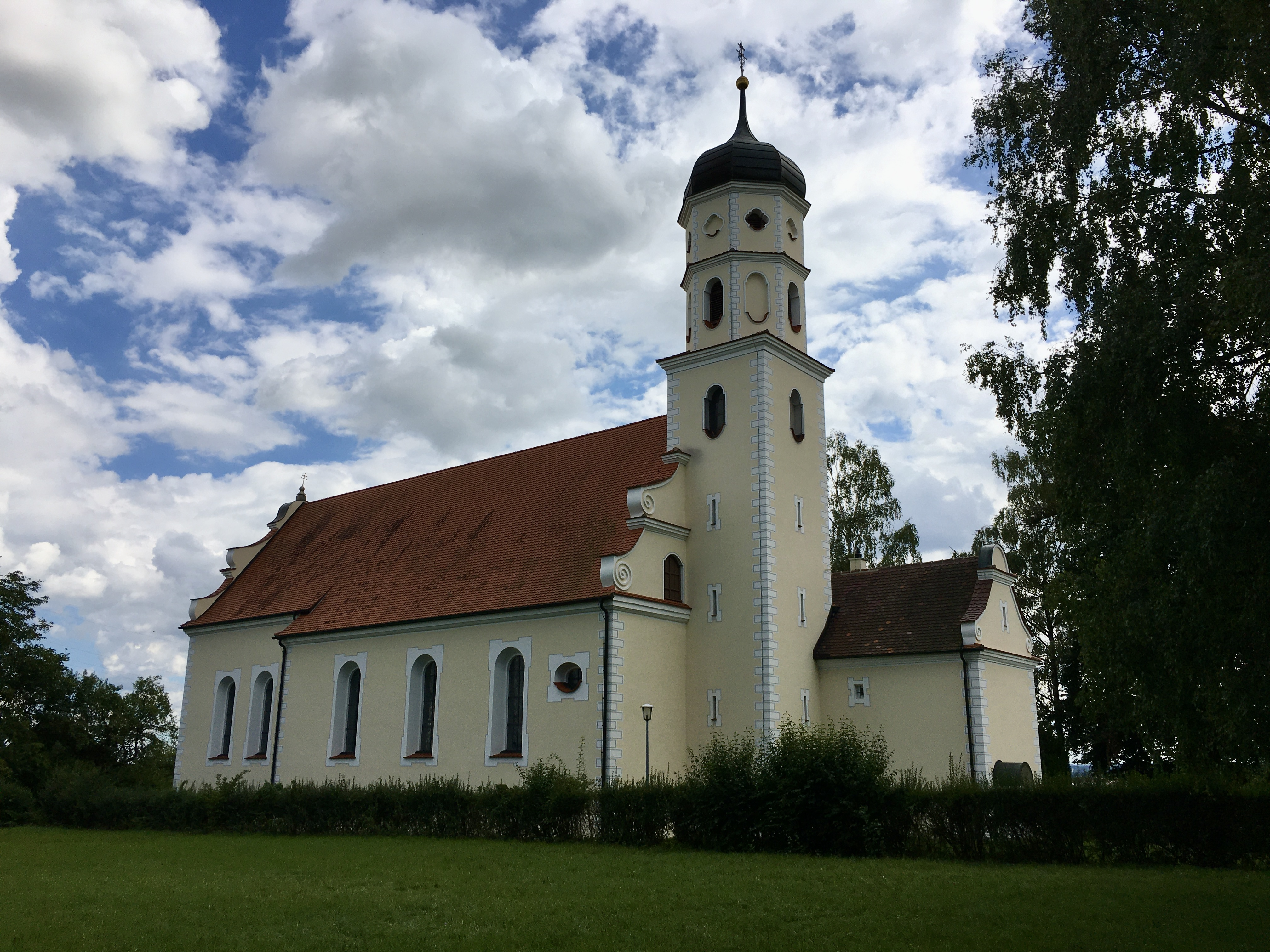
Wallfahrtskirche auf dem Frauenberg
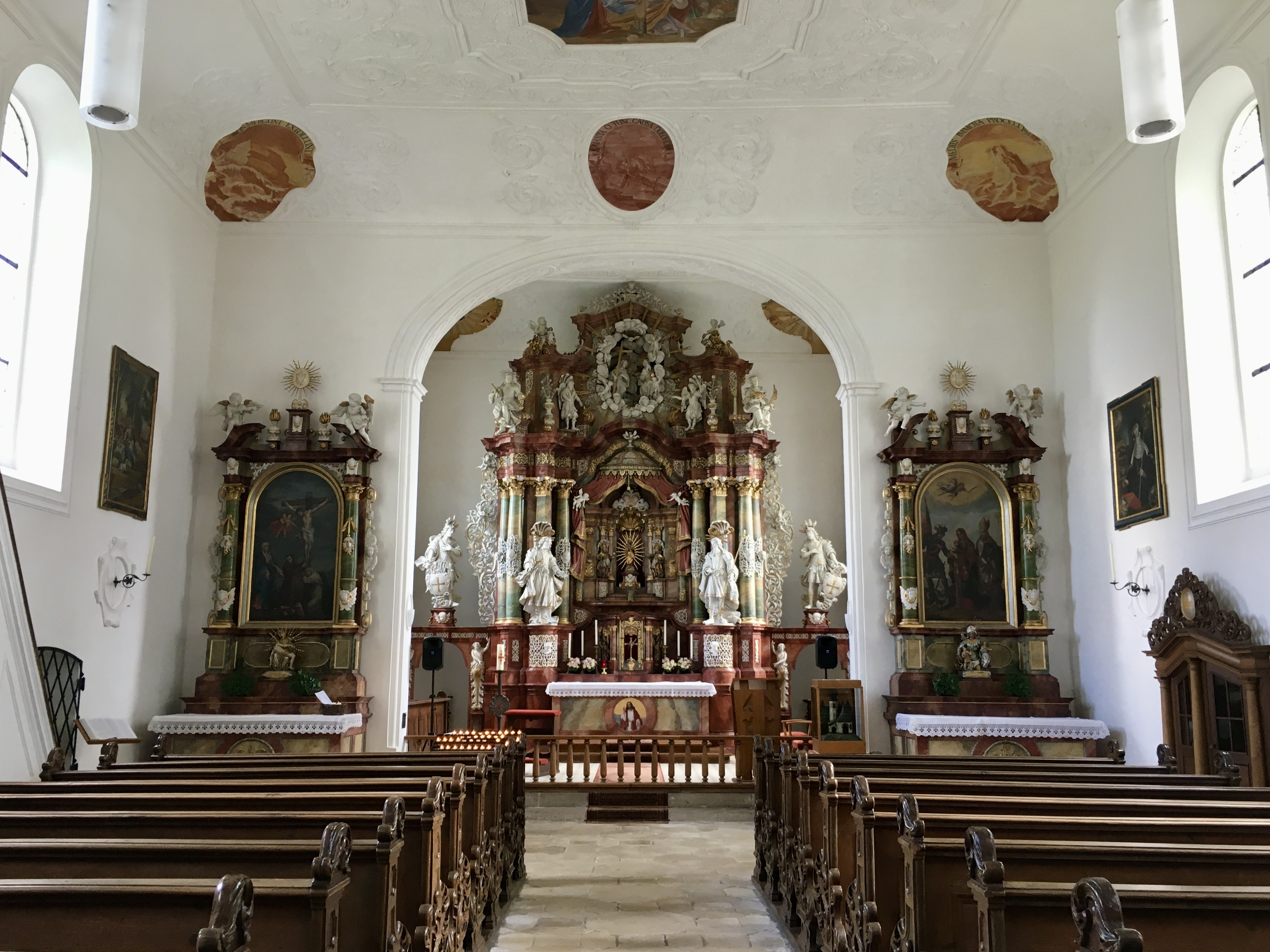
Blick auf den Altar in der Wallfahrtskirche
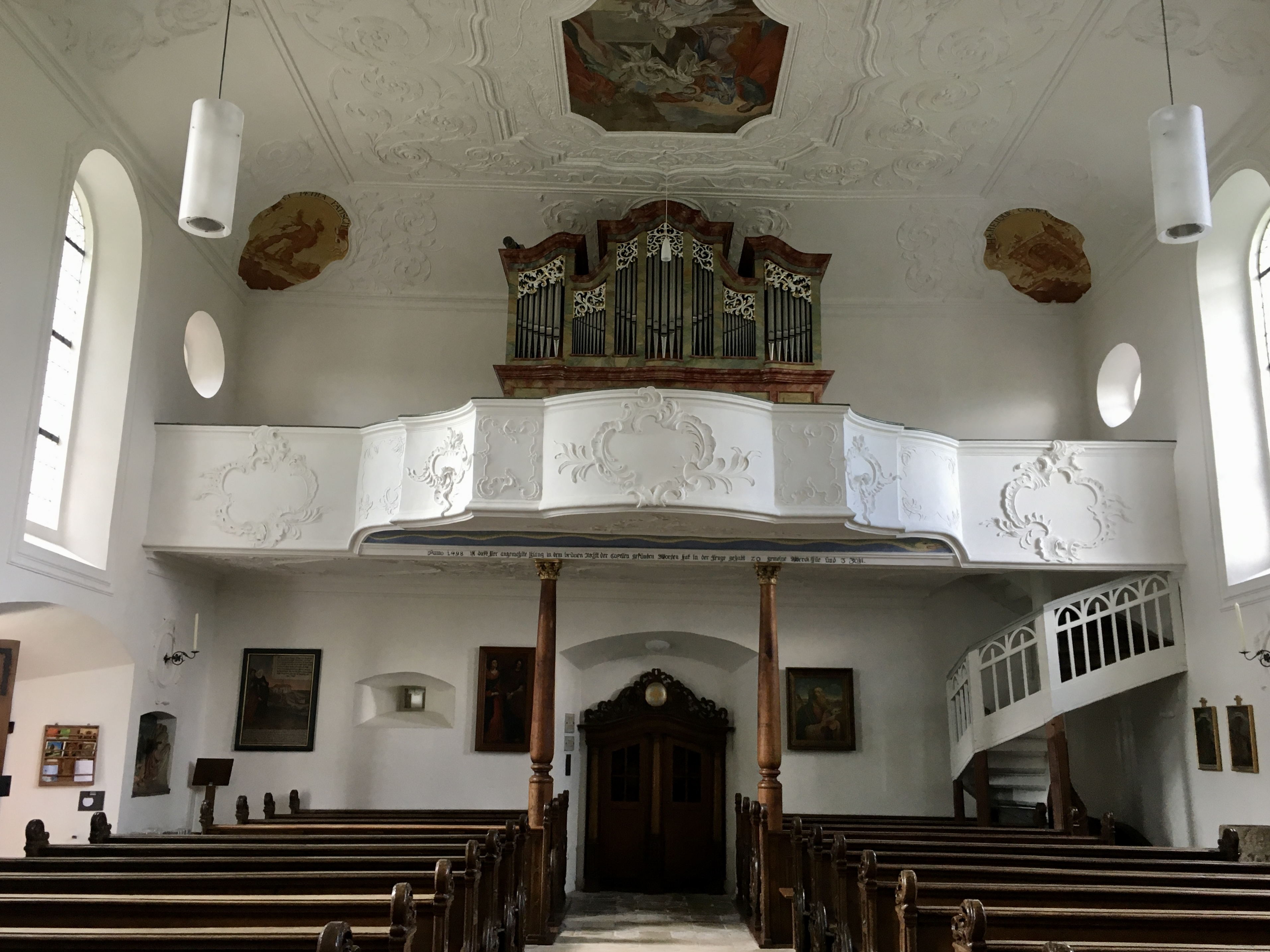
Empore mit Orgel
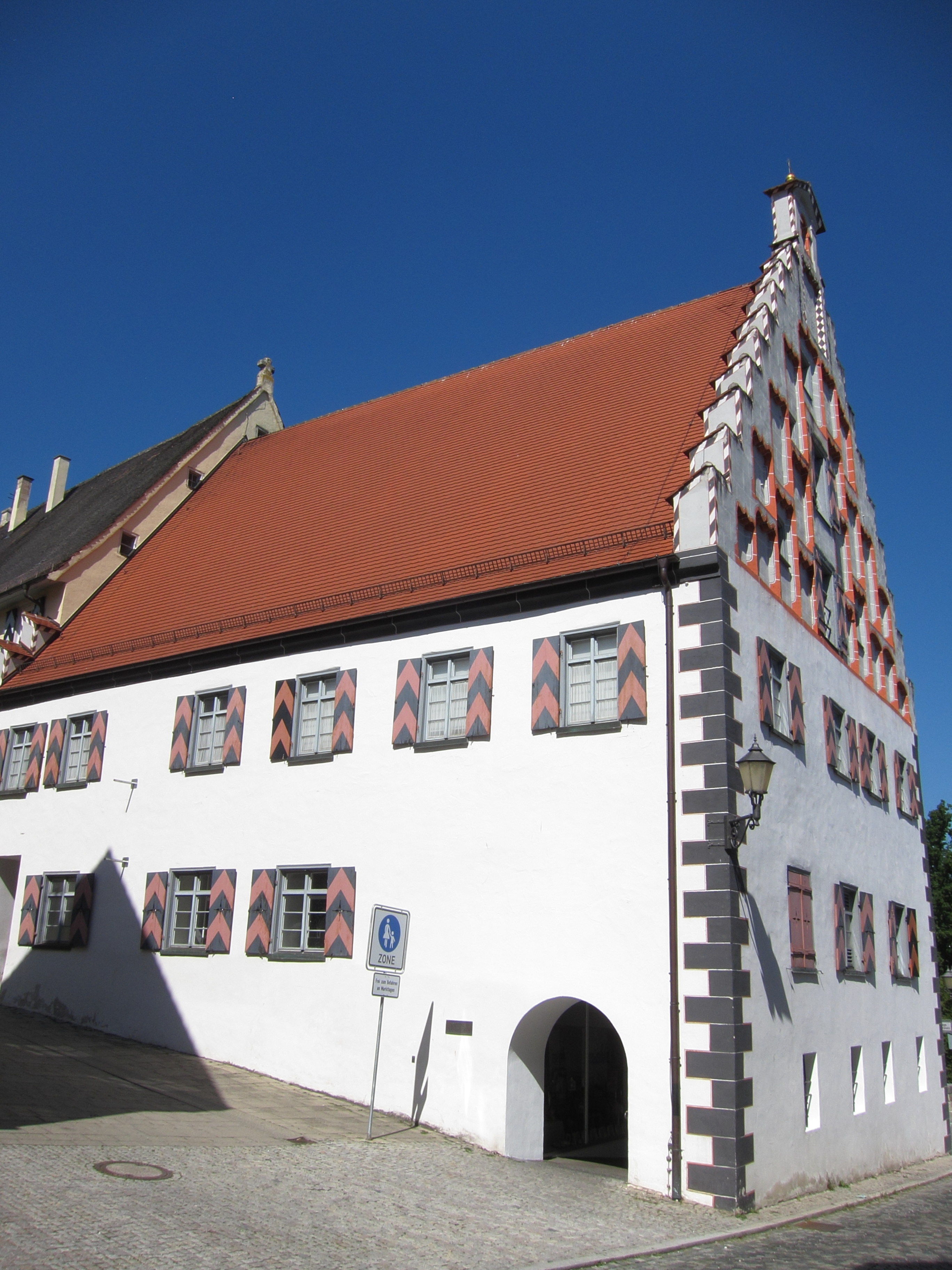
Ehemaliges Heilig-Geist-Spital
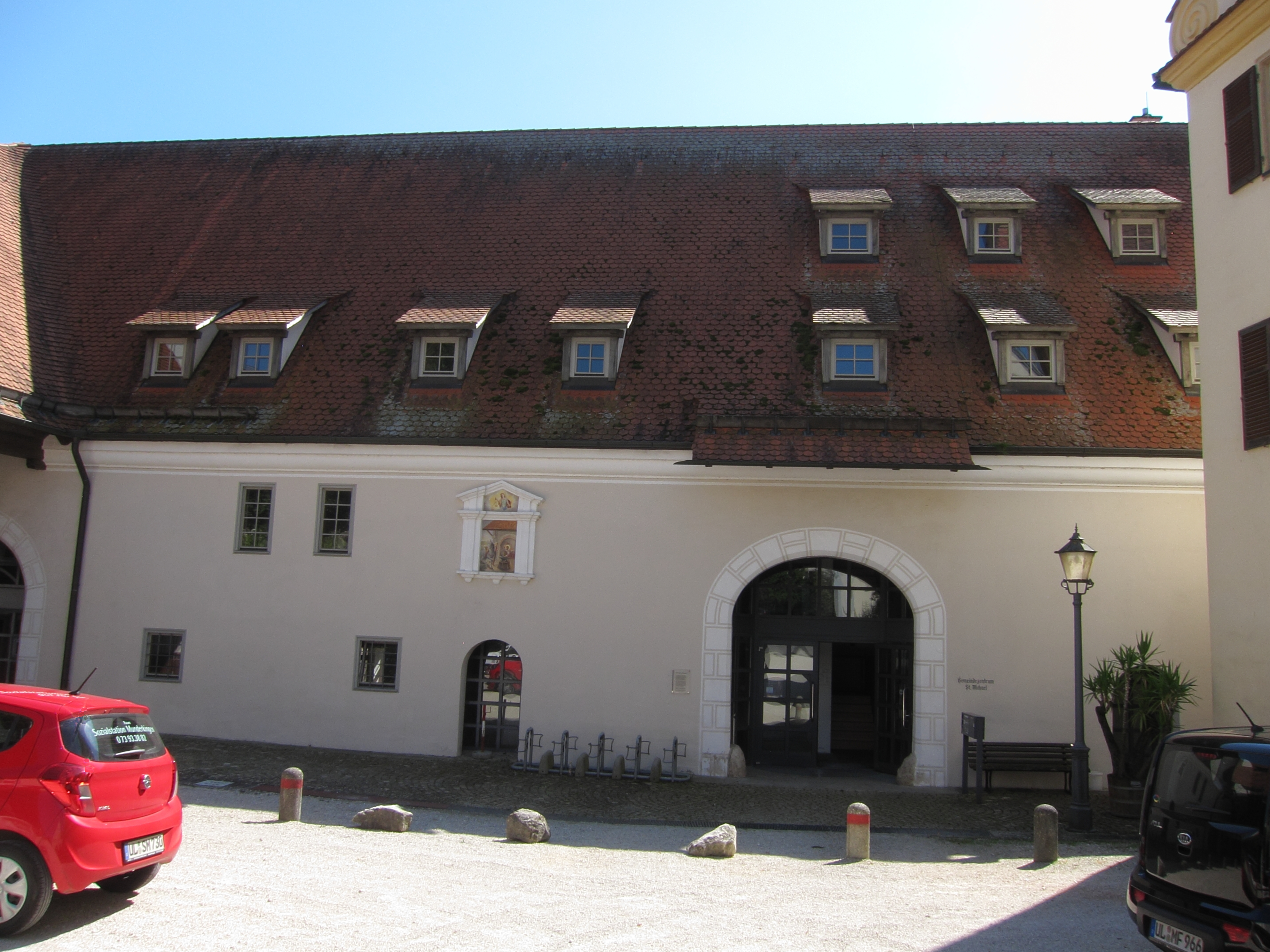
Gemeindehaus
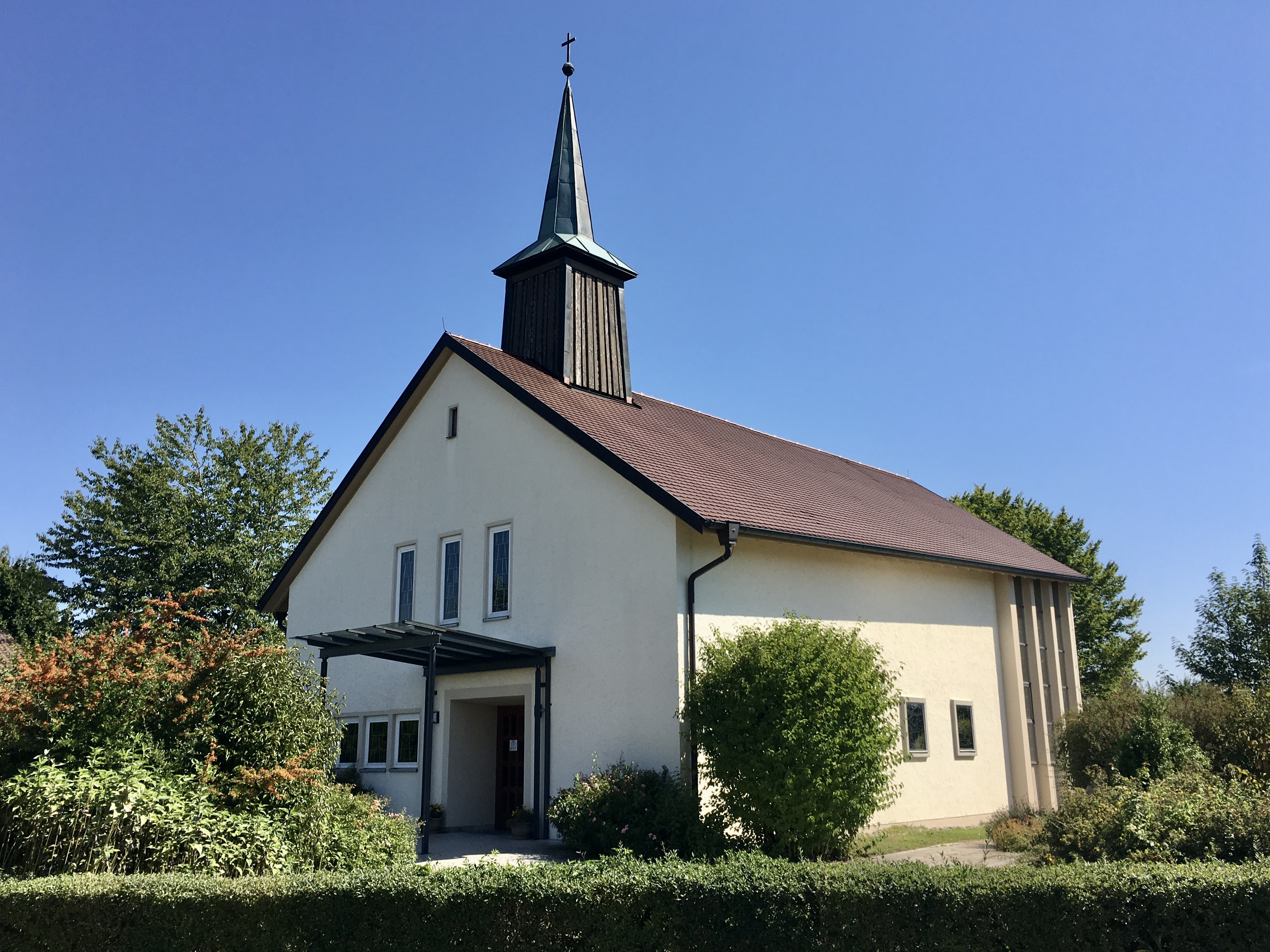
Evangelische Christuskirche
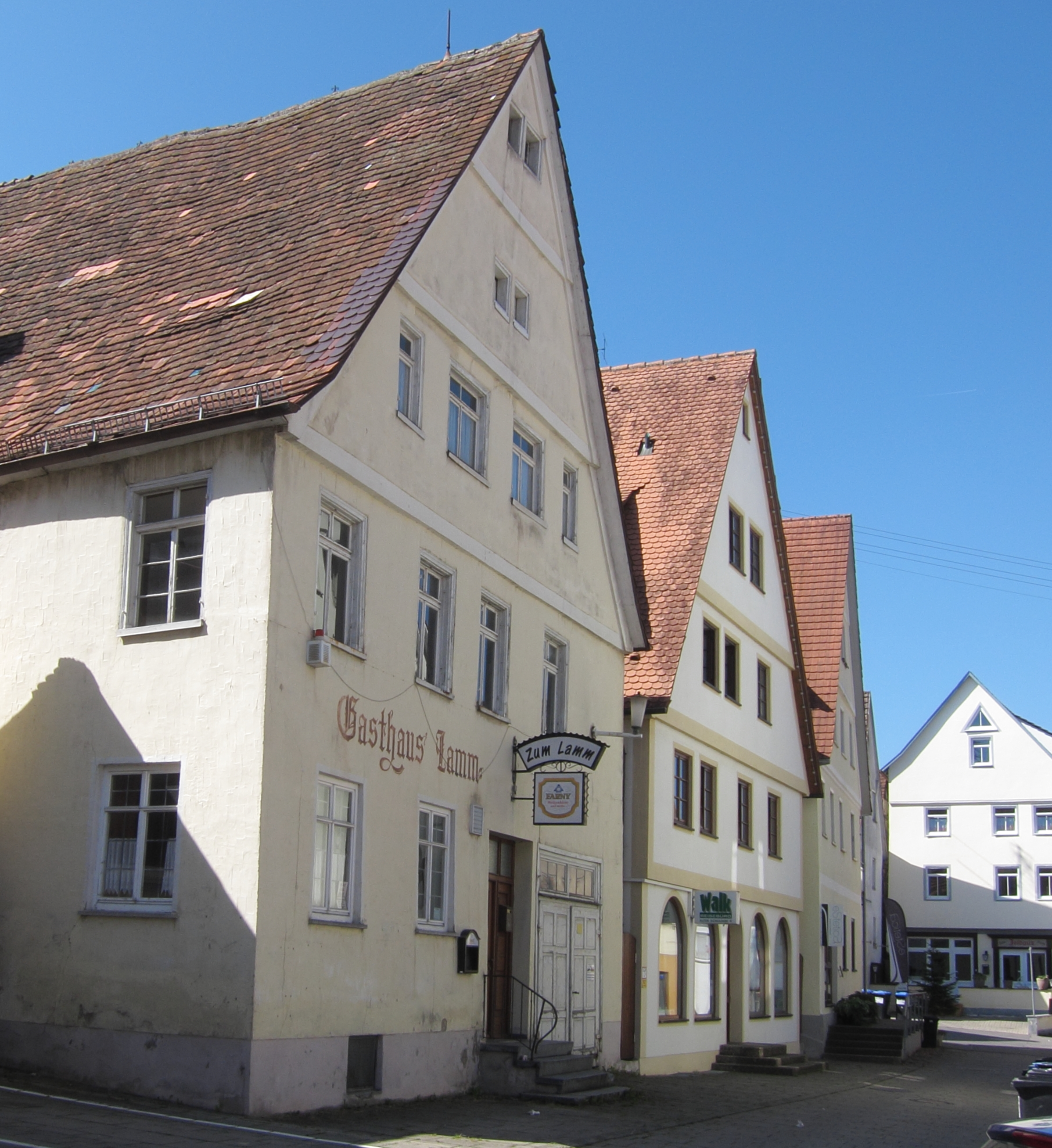
Alter Schulhof mit Gasthaus zum „Lamm“

### Museen
Das Städtische Museum ist im ehemaligen Heilig-Geist-Spital untergebracht, welches 1563 erbaut wurde. Es widmet sich den Römern und Alemannen, der Stadtgeschichte, dem Handwerk der Munderkinger Bürstenmacher Menne und Bremensdorfer, der Postgeschichte, Munderkinger Persönlichkeiten, Radhauben und Puppen.

### Regelmäßige Veranstaltungen
Munderkingen ist traditionell eine Hochburg der schwäbisch-alemannischen Fasnet. Allerdings beginnt sie mit dem Rathaussturm am Glombigen Doschdig eine Woche früher als üblich, also am 2. Donnerstag vor Aschermittwoch. Sie findet ihren Höhepunkt im Brunnensprung, der früher am Aschermittwoch stattfand, heute jedoch am Fasnetssonntag und Fasnetsdienstag.

## Sport- und Kulturvereine

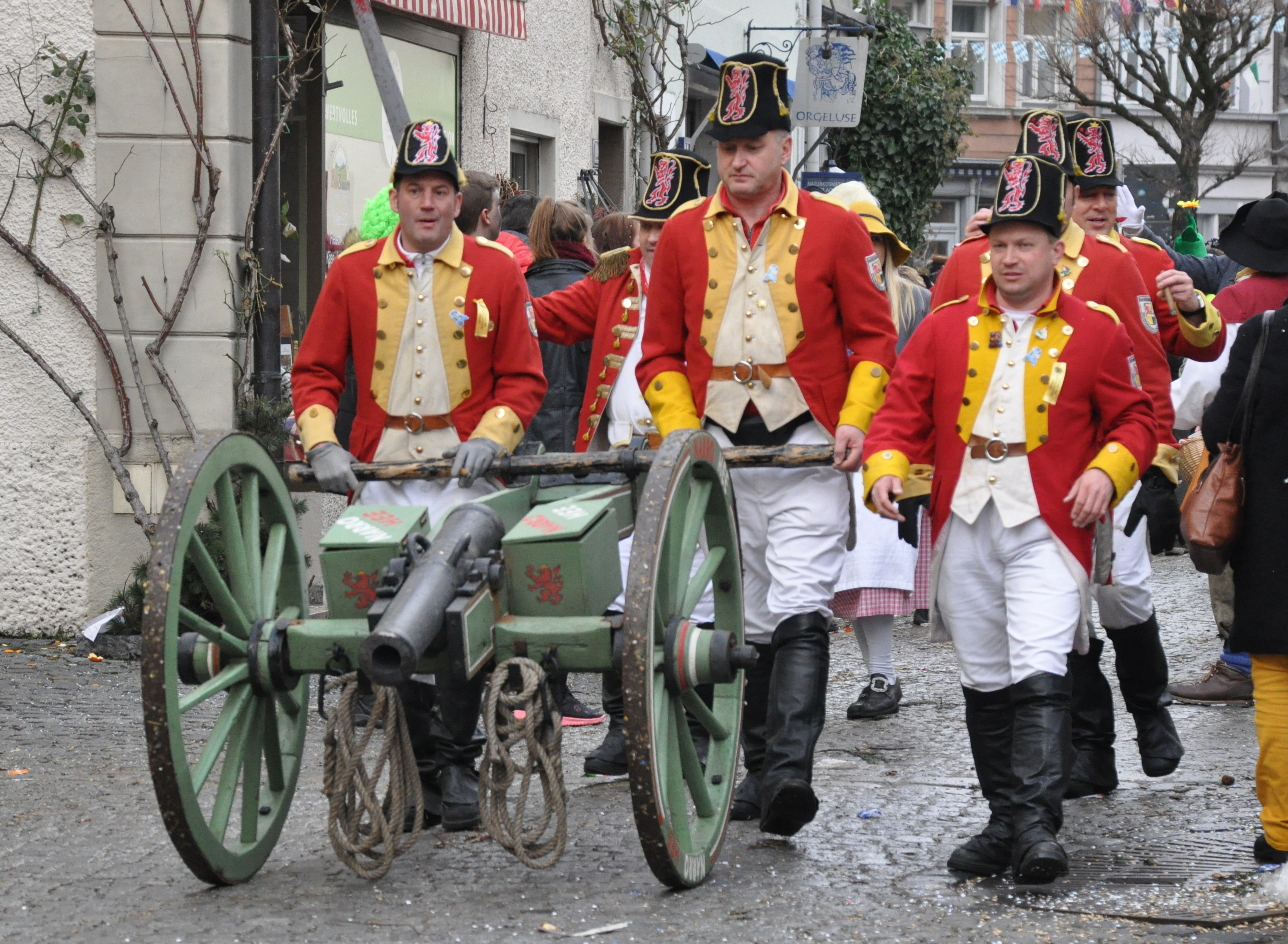
Trommgesellenzunft Munderkingen e. V. Belagerungsgruppe

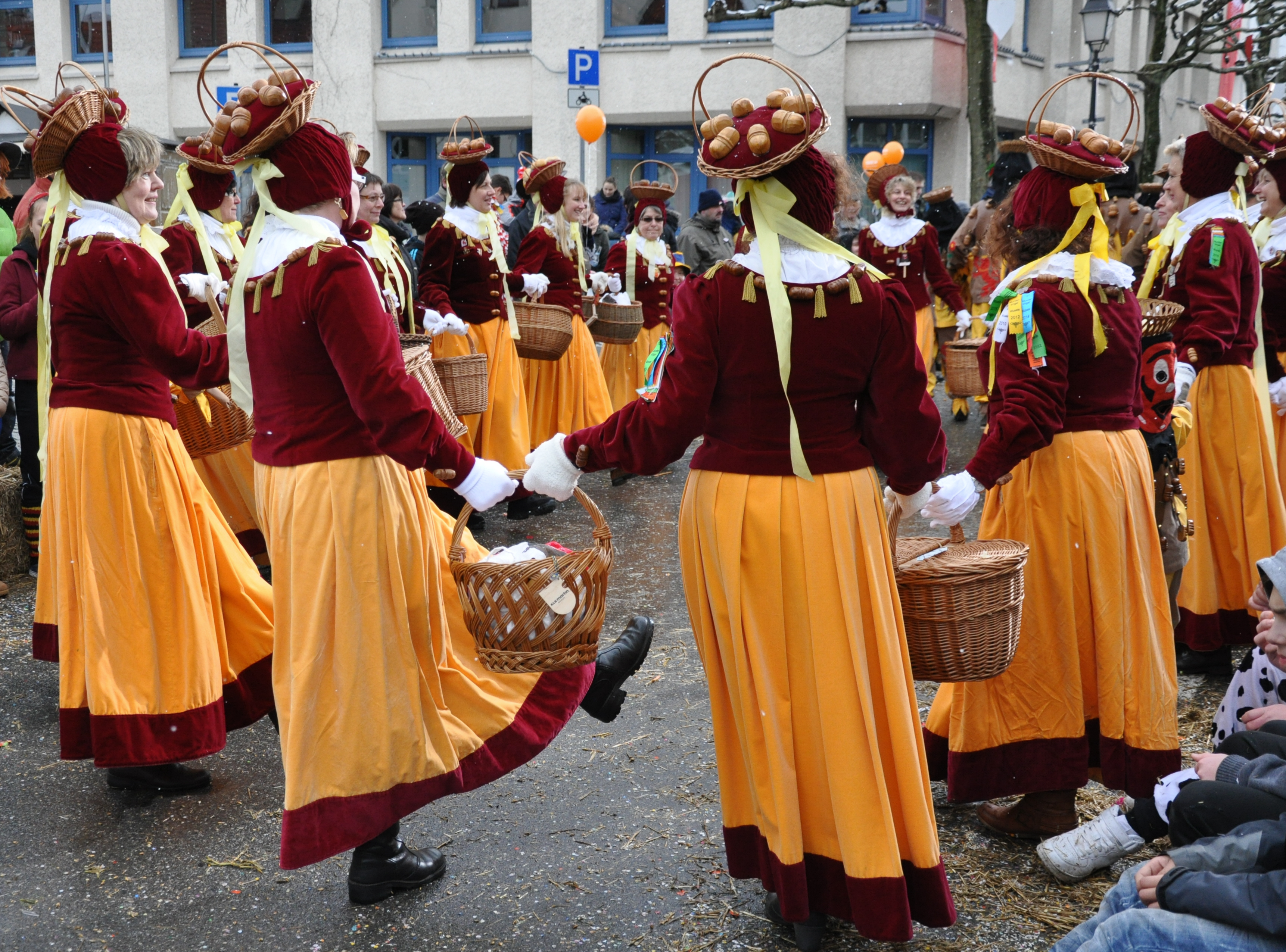
Trommgesellenzunft Munderkingen e. V. Damenwusele beim Tanz

- Freiwillige Feuerwehr – Jugendgruppe
- Initiativgruppe Jugendarbeit Munderkingen e. V.
- Jugendrotkreuz Munderkingen
- KIM (Kinder in Munderkingen)
- Fischereiverein Munderkingen e. V.
- Jazztanzgruppe Bochen
- Schützengilde Munderkingen e. V.
- VfL Munderkingen e. V. – Gesamtverein mit verschiedenen Abteilungen
- Munderkinger Umwelt- und Kulturinitiative
- Gruppe Jauner
- Geschichtsverein Raum Munderkingen
- Evang. Kirchenchor
- Evang. Posaunenchor
- Katholischer Kirchenchor
- Liederkranz Munderkingen
- Musikverein Stadtkapelle Munderkingen e. V.
- Musikzug der Freiwilligen Feuerwehr
- MKK Munderkingen
- Historische Bürgerwehr Munderkingen e. V.
- Trommgesellenzunft Munderkingen e. V.
- Verein zum Erhalt und zur Pflege der Feuerwehrtradition e. V.
- Verein zur Pflege des heimatlichen Brauchtums e. V.
- Vereinigte Zünfte
- Evangelischer Altenclub
- Kath. Arbeitnehmerbewegung (KAB)
- Kath. Frauenbund
- DRK OV Munderkingen
- Kolpingsfamilie Munderkingen
- Arbeitsgemeinschaft Naturschutz Munderkingen
- Donau-Station / BUND OG Munderkingen
- Obstbauverein
- Schwäbischer Albverein e. V. OG Munderkingen
- Verein der Gartenfreunde Munderkingen e. V.
- Hundeausbildungsgruppe Munderkingen e. V.
- Kleintierzuchtverein Munderkingen e. V.
- Pferdesportfreunde Munderkingen e. V.
- Freiwillige Feuerwehr
- Handel- und Gewerbeverein Munderkingen e. V.
- Neue Heimat e. V.
- Unabhängige Wählergemeinschaft Raum Munderkingen e.V

## Töchter und Söhne der Stadt

Ansicht von Munderkingen (1906) mit einem Porträt Weitzmanns

- Konrad Kner (1637–1660), Prämonstratenser-Abt des Klosters Marchtal
- Carl Borromäus Weitzmann (1767–1828), Heimatdichter
- Karl von Schmid (1832–1893), Stadtschultheiß, Abgeordneter des Landtags, des Reichstags und Württembergischer Minister des Innern
- Dominikus (Franz Xaver) Aßfalg OCSO (1847–1922), Abt der Trappistenabtei Mariastern
- Virgil Mayer (1834–1889), homöopathischer Apotheker
- Alfred Doll (1871–1942), württembergischer Oberamtmann und Landrat
- Lorenz Locher (1903–1974), Heimatforscher, Buchausgaben Fasnacht Munderkingen 1934, Carl Borromäus Weitzmann 1955, Conradus Kner Abbas Marchtalensis XII. 1960, Sebastian Sailer 1965
- Thomas Sattelberger (* 1949), Manager und Politiker (FDP)
- Wolf Reiser (* 1955), Schriftsteller
- Thomas Locher (* 1956), Künstler
- Rolf Assfalg (* 1963), Informatiker
- Meinrad Kneer (* 1970), Jazzbassist